# Storia di Lipari

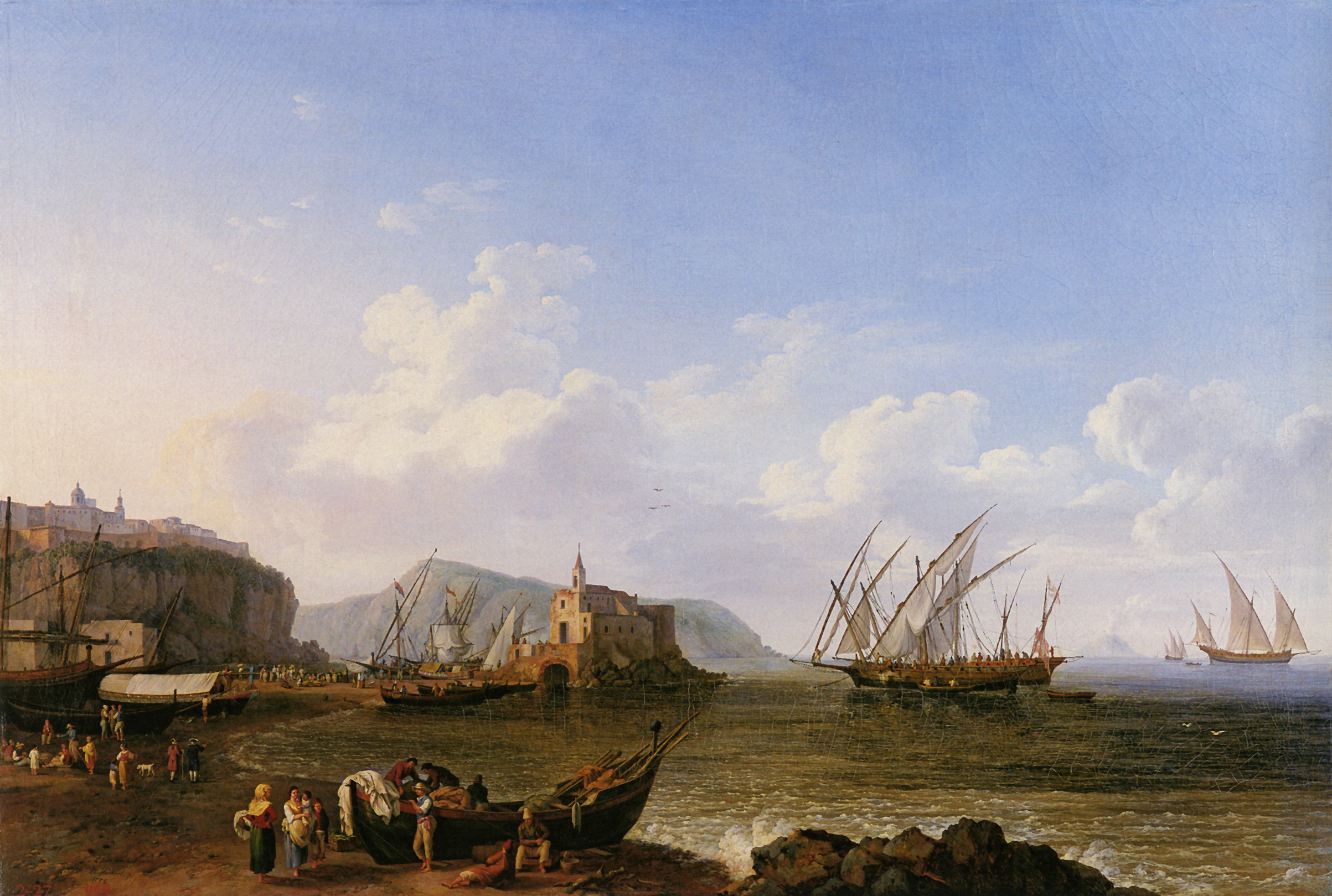
Veduta di Lipari e Stromboli, olio su tela di Jacob Philipp Hackert, 1778.

La storia di Lipari è una vicenda millenaria, che inizia con le popolazioni preistoriche per giungere, senza soluzione di continuità, fino ai giorni nostri.

## Preistoria

### Gli antesignani
È ipotizzabile che da Sicilia qualcuno abbia attraversato il breve braccio di mare che separa Capo Milazzo dalle visibili isole Eolie (poco più di 20 chilometri) e abbia iniziato la colonizzazione delle stesse. Quando ciò sia avvenuto non è noto, ma che questo evento sia accaduto all'incirca in questo periodo è dimostrato dalla presenza in Sicilia di manufatti lavorati con ossidiana, la cui unica fonte di provenienza sono appunto le Eolie. È quindi ragionevolmente presumibile che nelle isole ci fosse una comunità stanziale dedita alla raccolta ed alla lavorazione dell'ossidiana. Volendo quindi assegnare una data di inizio della colonizzazione umana delle Eolie, questa potrebbe essere posizionata verso la fine della glaciazione di Würm ovvero circa 10.000 anni fa, all'inizio del Mesolitico.
Questo periodo è rappresentato in Sicilia da due sole stazioni, la grotta di Corruggi di Pachino ed il riparo sotto roccia della Sperlinga di San Basilio presso Novara di Sicilia. In particolare in quest'ultimo sito, nei suoi livelli più alti in cui all'industria microlitica incomincia ad associarsi la ceramica, si trovano alcuni strumentini identici a quelli di selce ma lavorati sull'ossidiana importata dalla relativamente vicina isola di Lipari. Ricordiamo qui che è il Mesolitico il periodo in cui vengono elaborate tecniche sofisticate di lavorazione della pietra, come quella definita "microlitica", nella quale piccole schegge di selce fissate a manici in legno o in osso sono utilizzate per costruire utensili per la caccia e la raccolta dei vegetali.

### Le culture neolitiche

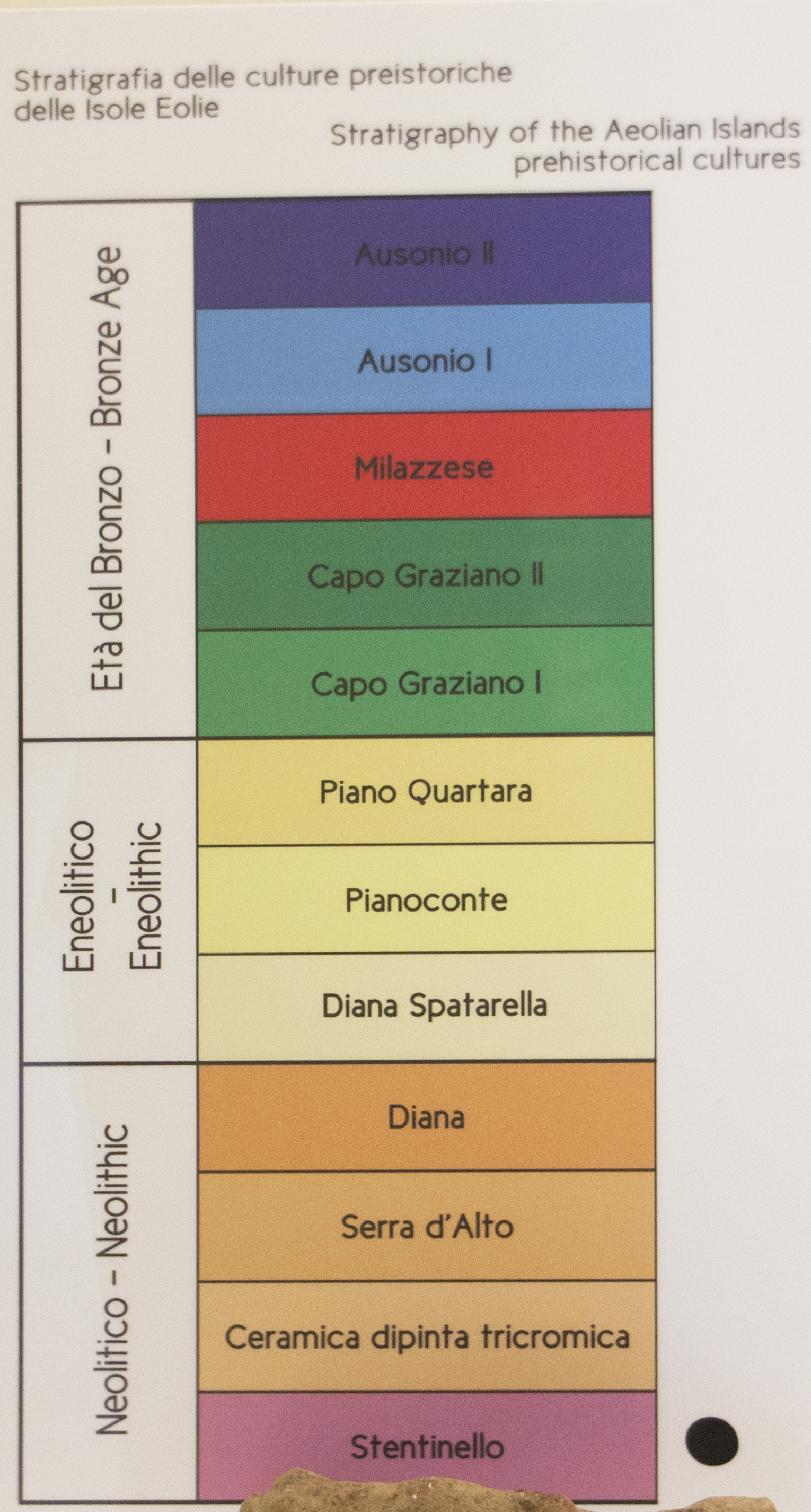
Stratigrafia delle culture preistoriche delle isole Eolie

È tuttavia durante il Neolitico che si ha l'evidenza di una cultura agricola importata da gente nuova che approda in Sicilia portandovi una civiltà di gran lunga superiore a quella delle popolazioni che vi avevano abitato sino ad allora. Questo popolo non basa più la loro sussistenza sulla caccia e sulla raccolta dei frutti selvatici, ma sanno ottenere il loro sostentamento dall'agricoltura e dall'allevamento del bestiame. Solcano i mari con le loro piccole navi e commerciano con gente lontana con cui scambiano prodotti e da cui apprendono idee e tecniche nuove. Non abitano più nelle grotte ma costruiscono capanne e si addensano in piccoli villaggi spesso fortificati, utilizzando, insieme alla selce, anche la più tagliente ossidiana.
La diffusione di questa civiltà non è un fatto isolato o limitato a qualche sporadica stazione ma è caratterizzata da una notevole uniformità in tutto il Mediterraneo centro-orientale a partire da un unico punto di irradiazione nel vicino Oriente (Siria settentrionale o Anatolia meridionale). Su tutte le rive di questo mare le più antiche culture neolitiche presentano una stretta somiglianza tra loro e l'elemento emblematico può essere identificato nella ceramica impressa grossolanamente decorata.
Le Eolie rappresentano il punto estremo dell'espansione verso occidente di una cultura che si va diffondendo via mare mediante una navigazione costiera che procedeva dal medio oriente isola dopo isola.
Durante il Neolitico le isole Eolie conobbero un periodo di floridissima civiltà la cui fonte fu proprio lo sfruttamento dell'ossidiana cioè di quel "vetro" vulcanico eruttato dai crateri della Forgia Vecchia e di Monte Pilato nell'isola di Lipari. Assai più tagliente in paragone alla selce, anche se meno lavorabile di quest'ultima, l'ossidiana era un prodotto assai ricercato prima che si sviluppasse la metallotecnica. Lavorata nei villaggi e nelle capanne sparse un po' ovunque, ridotta a lame regolari molto taglienti, essa era largamente esportata non solo verso la Sicilia e l'Italia meridionale ma probabilmente anche verso regioni molto più lontane del Mediterraneo centrale ed occidentale.
L'enorme quantità di schegge di rifiuto che si raccolgono ancora oggi nei villaggi neolitici delle isole Eolie o che sono sparse nei campi, testimoniano l'intensità e la durata di questa industria che si protrasse per molti secoli assicurando agli abitanti un livello di vita certamente superiore a quello di molte altre regioni vicine e della stessa Sicilia.
A Lipari si hanno i primi ritrovamenti nella zona del Castellaro Vecchio presso Quattropani, risalenti al IV millennio a.C., quando già in Sicilia queste ceramiche si trovavano nella loro fase evoluta. La posizione di questo villaggio sull'altopiano, in una delle zone più fertili dell'isola, più favorevole per l'agricoltura e per la pastorizia che per la navigazione ed il commercio, rivela forse che in queste prime popolazioni che si insediarono nell'isola era ancora forte l'attaccamento alle tradizioni agricolo-pastorali delle zone di provenienza.
Finora nessuna traccia di questa età è stata scoperta nell'acropoli di Lipari, in quella località cioè che è stata sede del più importante centro abitato dell'intero arcipelago in tutte le epoche seguenti e fino ai nostri giorni. Il Castello di Lipari è un masso di riolite isolato che si protende nel mare con pareti dirupate e che forma due piccole insenature adatte ad un ricovero portuale: la Marina Lunga a nord e la Marina Corta a sud. È una vera fortezza naturale e certo per questa ragione fu sede degli abitati del tardo neolitico e dell'età del bronzo e fu più tardi l'acropoli della città greca, romana e medioevale nonché la fortezza dell'epoca spagnola.

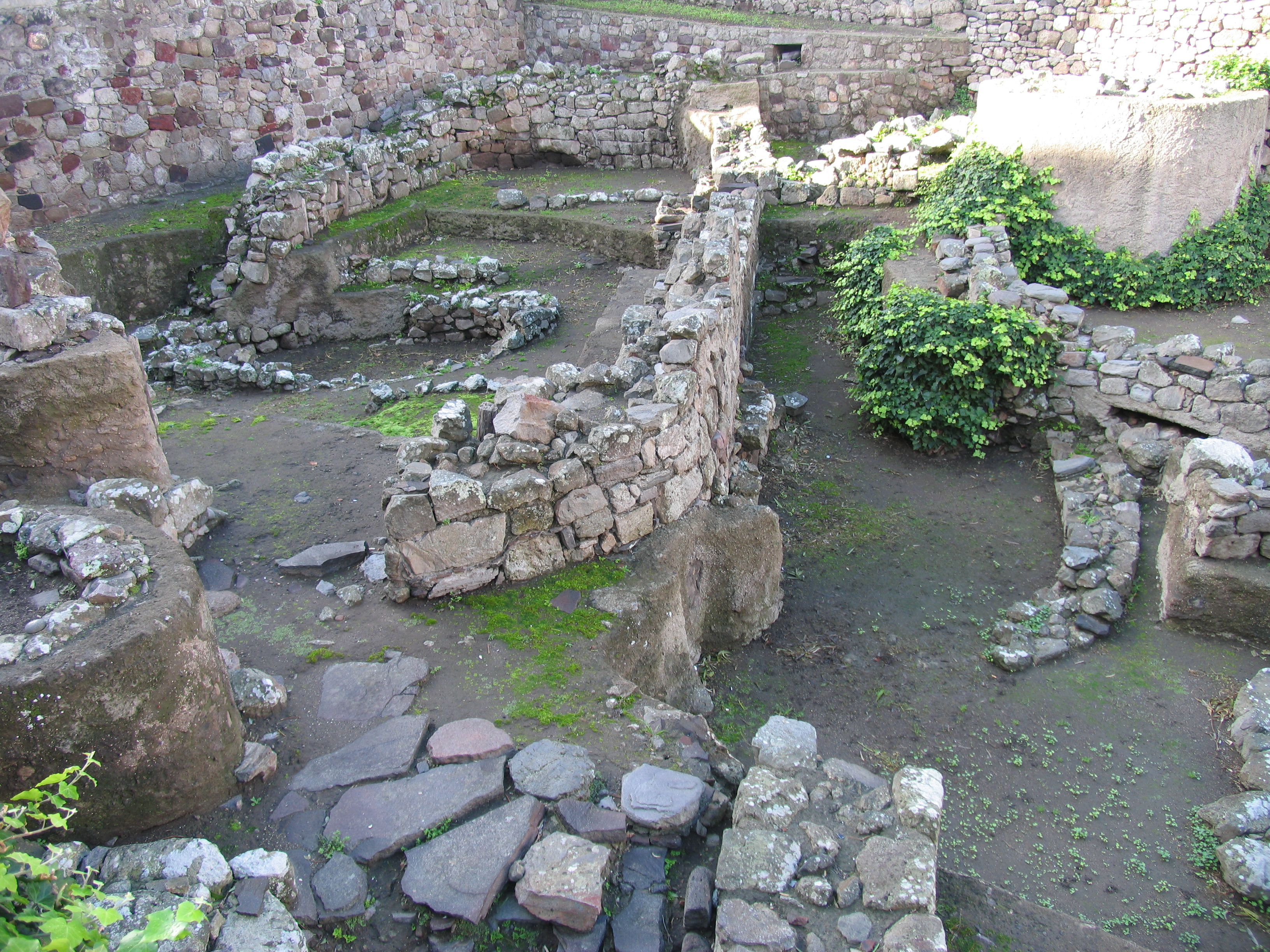
Resti del villaggio preistorico sul Castello di Lipari

La vita sembra tuttavia iniziare nel Castello in un momento immediatamente successivo a quello rappresentato dalla stazione del Castellaro Vecchio. Gli strati più antichi ritrovati sul Castello appoggiano direttamente sulla roccia e sono caratterizzati da ceramiche decorate con bande bordate di nero (il cosiddetto stile di Capri): la ceramica impressa che aveva caratterizzato il Mesolitico è quasi totalmente scomparsa. Abbondano invece reperti di questo nuovo tipo di ceramica molto levigata, di impasto nero o bruno, lucida, di fattura quasi perfetta, non decorata o con pochissimo decoro di tipo meandro-spiralico. L'industria litica è ancora molto abbondante ed esclusivamente su ossidiana.
Un terzo periodo, dopo quelli delle ceramiche impresse e delle ceramiche con decoro meandro-spiralico, presenta un'evoluzione nella forma dei vasi dotati di anse raffinate e poi nell'uso di ceramiche monocrome rosse con anse allungate ed orli assottigliati (stile di Diana). Questa fase, in cui si cominciano a trovare scorie di fusione del rame, deve essere durata molto poco sul Castello (lo strato è molto sottile) mentre più evidenti sono le tracce in contrada Diana ai piedi del Castello stesso. Ciò dà evidenza di un periodo prospero e tranquillo in cui non veniva avvertita la necessità di difendersi edificando in posizioni arroccate. Lo stile di Diana, nella sua fase più evoluta, è presente anche a Capo Graziano nell'isola di Filicudi e nella stazione di Calcara nell'isola di Panarea.

### L'Età del bronzo

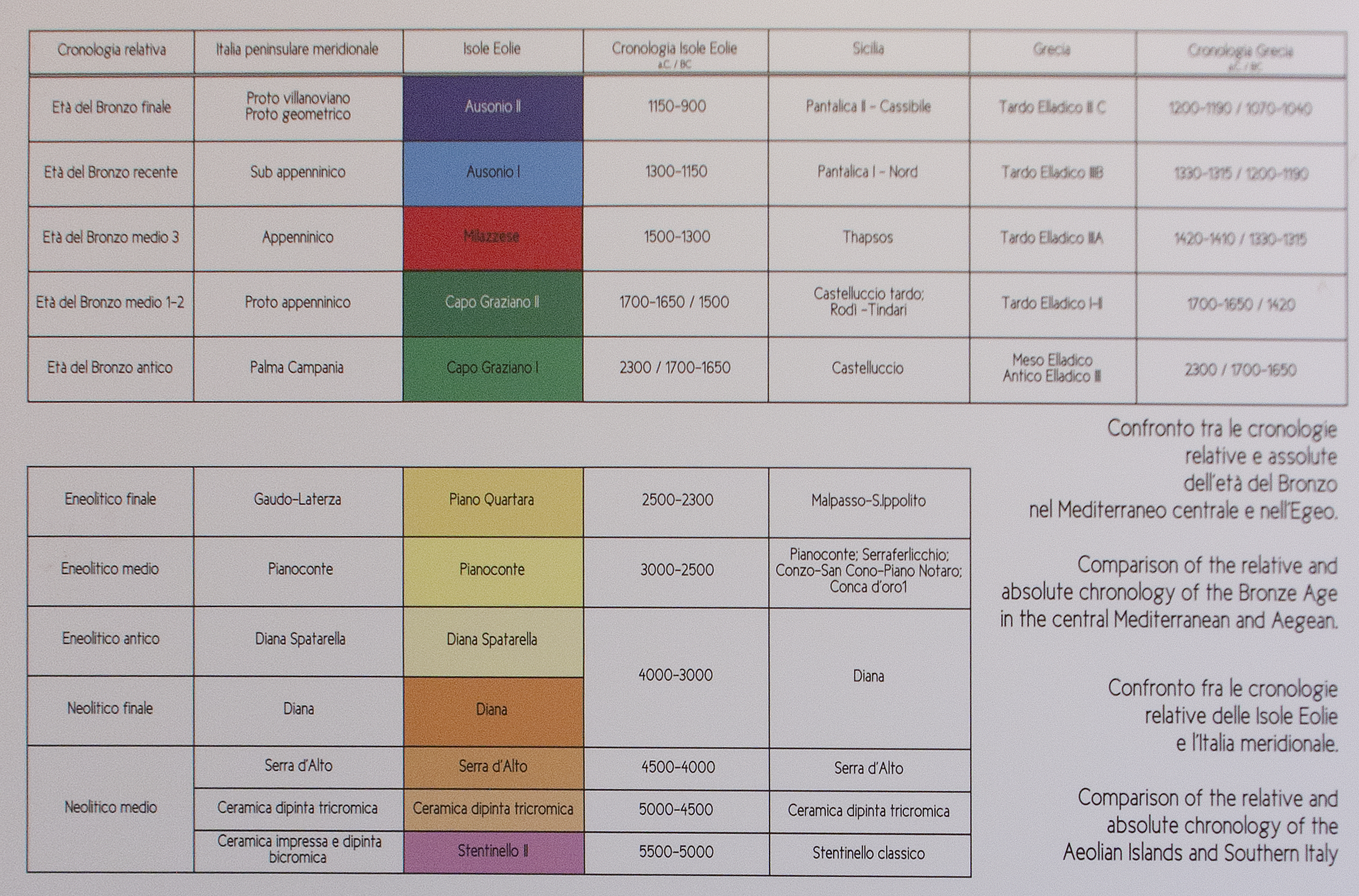
Confronto tra le cronologie (in alto) relative all'età del bronzo nel Mediterraneo centrale e nell'Egeo. In basso tra le isole Eolie e l'Italia meridionale

Dopo il periodo fiorente dello stile di Diana, in cui l'ossidiana era stata la fonte di ricchezza per l'isola, la rivoluzione conseguente all'avvento della metallotecnica comporta due fattori di impoverimento per Lipari e tutte le Eolie. Il primo, immediato, è la sostituzione dell'ossidiana con il bronzo più facilmente lavorabile, meno fragile e non dipendente da una singola fonte di approvvigionamento. Il secondo fattore consegue al miglioramento della marineria dotata di navi più moderne, anch'esse legate alla disponibilità del metallo, che consentono di intraprendere navigazioni più lunghe e non più legate ai percorsi costieri o limitate agli spostamenti a vista. Quindi, pur partendo sempre dalla Anatolia, le rotte commerciali non passavano più obbligatoriamente per lo Stretto di Messina e le isole Eolie ma, attraverso Malta ed il Canale di Sicilia, aprivano nuovi mercati in Sardegna, in Francia ed in Spagna e da qui, oltre le Colonne d'Ercole, sino alle lontane Bretagna e Cornovaglia.
Questo primissimo periodo dell'età del bronzo che vede ceramiche ad impasto bruno e grossolano, con superficie lucida ma con pochissimo decoro (Cultura di Piano Conte) mostra anche il passaggio da capanne ovali singole verso una forma di civiltà urbana sia per motivi di difesa che di miglior utilizzo delle risorse comuni (acqua, grano).
Tuttavia, dimostrando una intraprendenza che non poteva che venire da un elevato livello di acquisita civiltà, la popolazione eoliana, nonostante che gli sia mancata la fonte primaria di ricchezza, cioè il commercio dell'ossidiana, ha saputo volgere a proprio vantaggio quella rivoluzione epocale che è stata il passaggio dall'età della pietra a quella del bronzo. Infatti sfruttando la capacità di navigare acquisita mediante i commerci di ossidiana, la conformazione dell'arcipelago che sembra strutturato ad arte per raccogliere i naviganti provenienti dal Nord e per proteggerli da ogni vento, la presenza di Stromboli che ancora i Romani definivano il Faro del Mediterraneo per la sua visibilità sia di giorno che di notte nonché la posizione geografica centrale rispetto al Mediterraneo, sfruttando tutto ciò la popolazione eoliana ha raggiunto in questo periodo una posizione preminente nel commercio dello stagno proveniente dalla lontanissima Cornovaglia.
In questo periodo, a partire da XVI secolo a.C., si assiste ad una larga diffusione in tutte le isole dei prodotti egei e contemporaneamente ad uno spostamento dei villaggi dalle amene posizioni dei secoli precedenti a posizioni fortificate più difendibili. Sono frequenti i ritrovamenti di macine per il grano, di trituratori e di altri oggetti di chiaro utilizzo sociale; nel Castello di Lipari è stata trovata, databile intorno al 1580 a.C. una forma di arenaria per la fusione di oggetti in bronzo. Nel suo complesso la prima età del bronzo nelle isole Eolie va dal XVIII secolo a.C. sino alla fine del XV con una durata di circa 400 anni.
Il periodo successivo, tra il 1400 ed il 1300 a.C., detto della media Età del bronzo, è caratterizzato da inumazioni singole rannicchiate entro grandi vasi (pithoi) normalmente chiusi da una lastra di pietra; di esse sono stati trovati molti esempi in una zona ai piedi del Castello (oggi piazza Monfalcone) attualmente conservati nel Museo archeologico di Lipari. Le ceramiche sono molto lavorate e assumono la forma di orci globulari e bottiglie ma anche di amuleti in terracotta e monili. A Lipari è stata ritrovata una forma di fusione per spade mentre a Panarea una per braccialetti. Gli scambi non sono più solo con l'area di cultura greca od orientale ma anche con quella italica ed egiziana: nella tomba di Amenophis IV (1372-1355) sono state trovate ceramiche di tipo identico a quello sopra citato, sono state anche ritrovate diverse ceramiche nuragiche nelle isole, che testimoniano un traffico commerciale tra la Sardegna e Lipari.
Intorno al 1250 tutto ciò si interrompe bruscamente. Delle isole Eolie non rimane altra traccia se non il ricordo persistente nel mondo greco di cui risuona larga eco nei racconti dell'Odissea. "La Sicilia è il paese ricco di risorse non sfruttate e abitato dai Ciclopi selvaggi, i pericoli dello stretto sono emblematizzati nella leggenda dai due mostri Scilla e Cariddi che ne ostacolano il passaggio ai naviganti. Al di là dello Stretto sono le Planctai, le isole vaganti, le cui fosche cime sono sempre avvolte da una nera nube, il paese dei Lestrigoni mangiatori di uomini, le sirene incantatrici dei naviganti, l'isola della maga Circe. Ma vi è anche Eolia, l'isola galleggiante circondata da un muro di bronzo nella quale regna Eolo il re giusto ed ospitale, dispensatore dei venti, che accoglie benignamente Ulisse e gli dona l'otre del vento favorevole perché possa tornare in patria".

### I re italici
I rapporti pacifici si interrompono dunque bruscamente così come gli scambi commerciali; inizia un'età di guerre e di paure che trasforma completamente l'economia ed i comportamenti della popolazione. Questo Medioevo ante litteram durerà cinque secoli sino all'avvento della colonizzazione greca.
Gli scambi con l'Italia, cominciati nel periodo felice della media età del bronzo, si trasformano in una minaccia. Le popolazioni rozze della Calabria e della Puglia, Ausoni, Siculi e Morgeti, probabilmente attratte dalla ricchezza della Sicilia e delle sue isole settentrionali, ricchezza che essi vedono passar loro davanti senza poterne godere, la invadono distruggendo le precedenti vestigia. Violenti e grossolani questi invasori prevalgono senza difficoltà sulle popolazioni ricche e scarsamente bellicose che nel corso di quasi quattro secoli si erano dedicate al commercio e non alla guerra.
La storiografia antica (Diodoro Siculo), che spesso si mescola con la leggenda, vuole che sia stato Liparo, il grasso figlio di Ausone re degli Ausoni, in rotta con la sua gente per motivi dinastici ad impadronirsi di una flotta insieme ad un gruppo di uomini a lui fedeli e con questa, messosi per mare a partire dalle coste calabre, ad invadere Lipari distruggendone i villaggi. È un fatto tuttavia che, intorno all'inizio del XII secolo a.C., quando in Anatolia scoppiava la guerra di Troia, sul Castello di Lipari, sopra uno strato di rovine con evidenti tracce di incendio, siano stati trovate ceramiche improvvisamente diverse e senza alcun riscontro altrove in Sicilia. È altresì un fatto che, dopo secoli di un perdurante e forte legame con la Sicilia, i legami con quest'ultima si spezzino e che nascano legami diversi con la cultura italica.
Sempre Diodoro Siculo narra che il figlio di Liparo, Eolo, era accreditato dai suoi contemporanei di poter governare i venti. La leggenda deriva probabilmente dallo spirito di osservazione di Eolo che, in base a quei fenomeni naturali oggi ampiamente studiati che sono chiari indicatori del variare del tempo, riusciva a predire l'avvicinarsi di perturbazioni e la direzione del vento che sarebbe stato. Straordinariamente gli anni di regno di Eolo coincidono con quelli del viaggio di Ulisse (1180-1170 a.C.) fornendo assonanza tra i fatti narrati da Diodoro e quelli dell'Odissea.

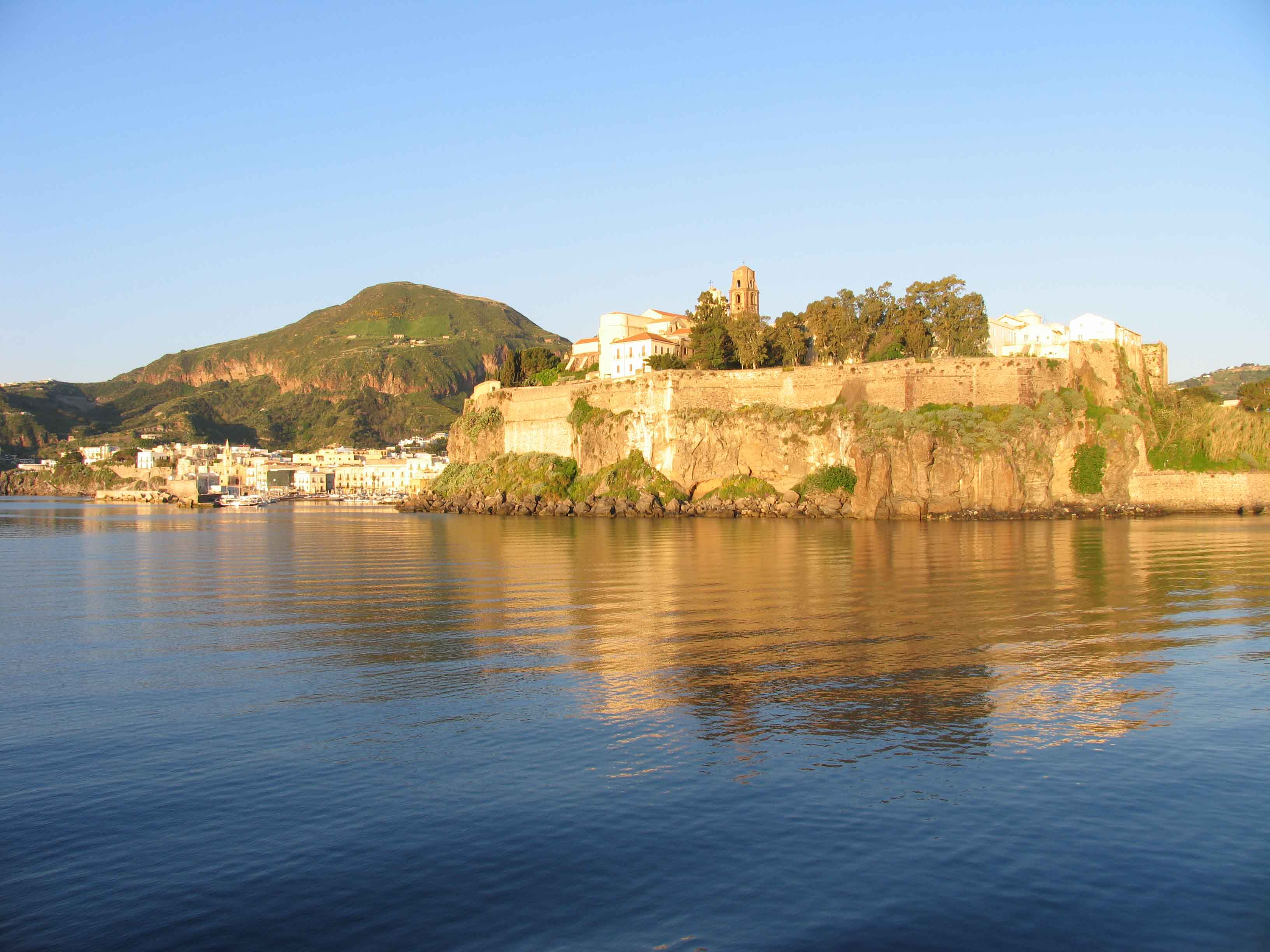
Il castello di Lipari visto dal mare

Anche la tarda età del bronzo durata circa 350 anni (1200-850 a.C.), caratterizzata dalla dominazione dei re italici, fu un buon periodo per Lipari come è dimostrato dalla qualità e dalla tipologia dei reperti archeologici. Non così fu anche per le altre isole dell'arcipelago che risultano prive di insediamenti umani per tutti questi secoli.
Le capanne cambiano di struttura presentando tutte dei pali di ossatura perimetrale, il fondo pavimentato ed un focolare centrale. Le inumazioni assumono un aspetto totalmente diverso da quelle del periodo precedente e ricordano molto da vicino quelle villanoviane o quelle dei primi ritrovamenti del foro Boario vicino al Campidoglio romano. Ancora maggiori sono le analogie con il sito di Torre Castelluccia presso Taranto al quale non solo sono uguali le tombe ma anche le suppellettili ed i monili. Come si vede non ci sono più legami con l'oriente o con la Grecia ma esclusivamente con la nascente cultura italica.
Ancora una volta un evento catastrofico, questa volta forse di origine vulcanica, genera una distruzione improvvisa con il crollo di tutti i villaggi che seppelliscono al loro interno quantità incredibili di materiali vari (ceramiche, monili, etc). Nessuna ricostruzione avverrà per oltre due secoli e mezzo sino all'avvento dei greci nell'ambito della loro colonizzazione di tutta la Sicilia: la rifondazione dell'acropoli di Lipari è datata 580 a.C. e sino a questa data l'isola è rimasta totalmente disabitata.
Così quando a Lipari si spegneva una civiltà più che bimillenaria sulle rive del Tevere si stavano creando le condizioni per la nascita di Roma.

## Periodo greco-siceliota

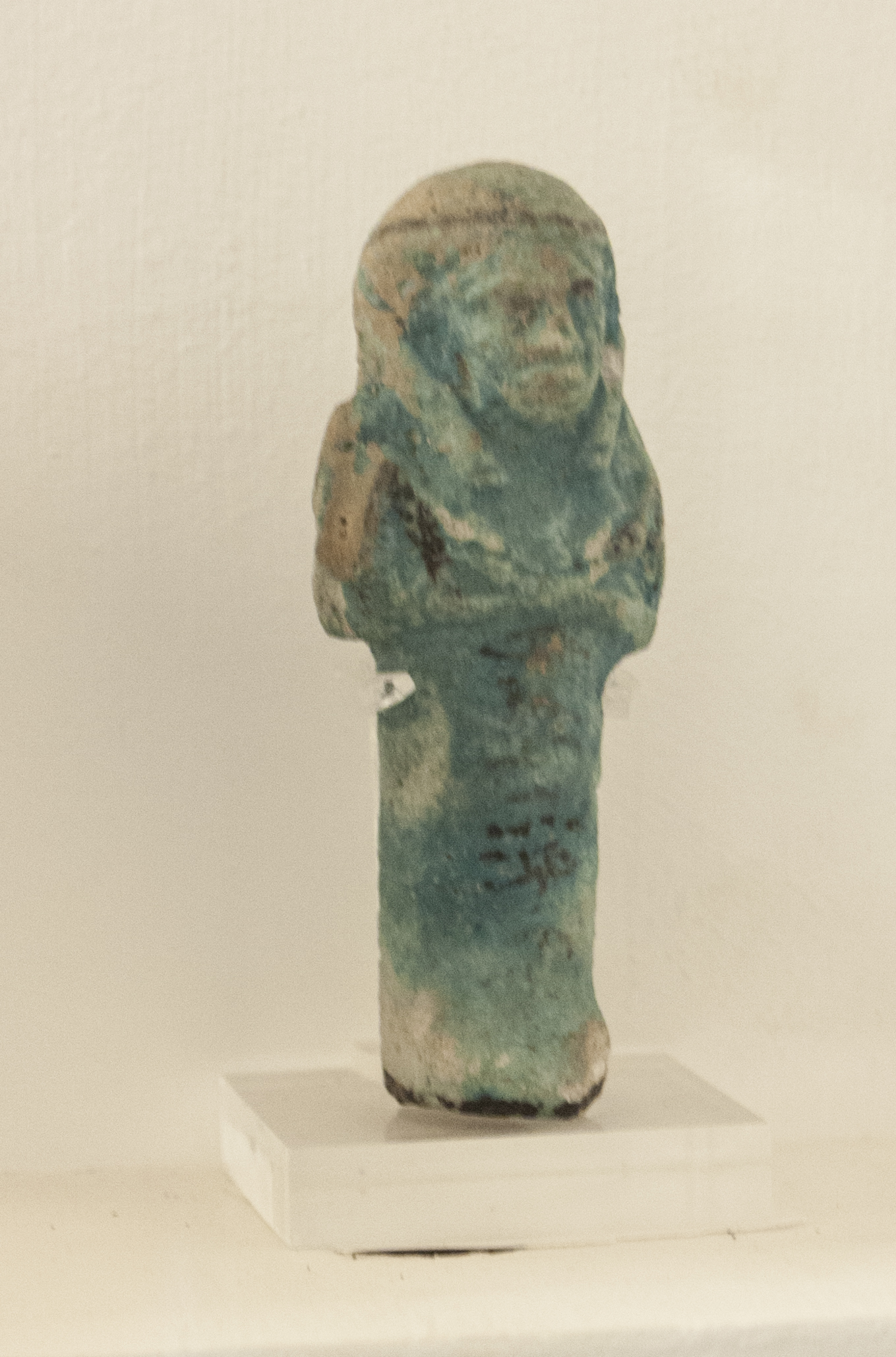
Un Ushebti, corredo funebre egizio. La sua presenza, insieme ad altri nella necropoli di Lipari, attesta la presenza di un gruppo di egiziani insieme ai Cnidii che fondarono Lipara nel 580-576 (Museo eoliano di Lipari)

### La colonizzazione
Fu dunque nel 580 a.C., dopo circa 300 anni di abbandono, che i greci, nella loro opera colonizzatrice del mediterraneo, arrivarono sino alle isole Eolie insediandosi a Lipari e prendendo possesso di quella che sarebbe divenuta l'acropoli.
Finisce in tal modo la preistoria e comincia un periodo ben documentato che lascerà segni profondi nella cultura eoliana che sopravviveranno ben oltre la fine dell'occupazione greca contribuendo alla diversificazione delle Eolie rispetto al resto della Sicilia.
Tucidide, Pausania ed altri riportano che la colonizzazione avvenne ad opera di Cnidi e Rodii che, oppressi dalla tirannia del re locale, si misero per mare alla ricerca di luoghi più adatti alla evoluzione della cultura di libertà, propria delle genti greche. Antioco si spinge oltre e indica il nome di Pentatlo come quello dell'ecista (colonizzatore a capo della spedizione) che, dopo lungo vagare e dopo un periodo di guerre passato nella zona di Selinunte, approda nella baia di Lipari ben accolto dalla scarsissima popolazione residente (circa 500 persone) e là decide di fermarsi. Siamo nell'anno primo della 50ª Olimpiade (580 a.C.).
La permanenza a Lipari dei colonizzatori si ritiene dovuta ad almeno due importanti fattori. Il primo, prettamente economico, è la presenza nell'isola di allume utilizzato sin dall'antichità come fissante per colori ed il cui uso era quindi basilare nella tintura delle stoffe. Il secondo motivo, di carattere politico, è stato lo sfruttamento della eccellente capacità marinaresca dei greci combinata con la posizione strategica dell'arcipelago al fine di contrastare la pirateria, in particolare quella proveniente dal Nord. L'importanza di questo servizio, definitivamente sancita con la vittoria riportata su una flottiglia di 20 navi etrusche, è stata motivo di mantenimento di continui contatti e relazioni commerciali sia con la Grecia continentale che con la Magna Grecia, determinando il parallelo sviluppo culturale delle Isole.
Un effetto secondario generato dal continuo stato di permanente allerta militare delle popolazioni eoliane si è riscontrato nello sviluppo sociale che ha preso un indirizzo di tipo collettivista nel senso che la popolazione, divisa nettamente nelle due categorie di pastori-contadini e marinai-soldati, ha ritenuto efficace per il proprio mantenimento la messa in comune di tutte le proprietà i cui frutti venivano ugualmente messi a disposizione di tutta la popolazione.
La capacità marinaresca ed il controllo del Mediterraneo settentrionale da parte dei liparesi è dimostrata anche dalla fondazione della città di Rhodas, sulla costa spagnola della Catalogna, a cui i fondatori vollero dare il nome della patria da cui provenivano gli antichi colonizzatori.
Nel 427 a.C. Siracusa aggredì Lentini, che fu costretta a chiedere aiuto agli Ateniesi dando origine alla prima guerra "Ateniese "; la gente di Lipari, sentendosi più affine ai greci della vicina Siracusa che a quelli della più lontana Atene, si alleò con i primi e beneficiò dei normali vantaggi di essersi alleata con il vincitore.
Successivamente Atene volle ritornare in Sicilia, intraprendendo una seconda guerra che fu più distruttiva della prima. Nel 415 salpò dalla Grecia una flotta di 134 triremi, più di 5.000 opliti, 30 navi da trasporto e 100 da commercio con in tutto 35.000 uomini, sotto il triplice comando di Alcibiade, Lamaco e Nicia. Una parte di questa poderosa flotta, circa 30 navi e 3.400 uomini, volle occupare Lipari per usarla come base per l'invasione di Capo Milazzo ma ne fu respinta. Dopo 2 anni di altalenanti vicende nella guerra tra Atene e Siracusa l'armata Ateniese subì un'umiliante sconfitta sulle rive del fiume Assinaro (413 a.C.).
Dopo la sconfitta Atene rinunciò per sempre alle proprie mire espansionistiche nel Mediterraneo ma l'indebolimento di Siracusa, conseguente alla lunga e difficile guerra sostenuta, dette il via libera ai Cartaginesi che approfittarono di questa situazione per riprendere le loro conquiste in Sicilia. Il possesso di Lipari ancora una volta si rivelò strategico a tal fine ed i Cartaginesi lo completarono nel 397 a.C., nonostante la tenace resistenza offerta dagli abitanti. Tale dominio tuttavia non durerà a lungo in quanto, partita da Lipari la flotta cartaginese, viene ristabilito lo status quo ante e l'alleanza con Siracusa.

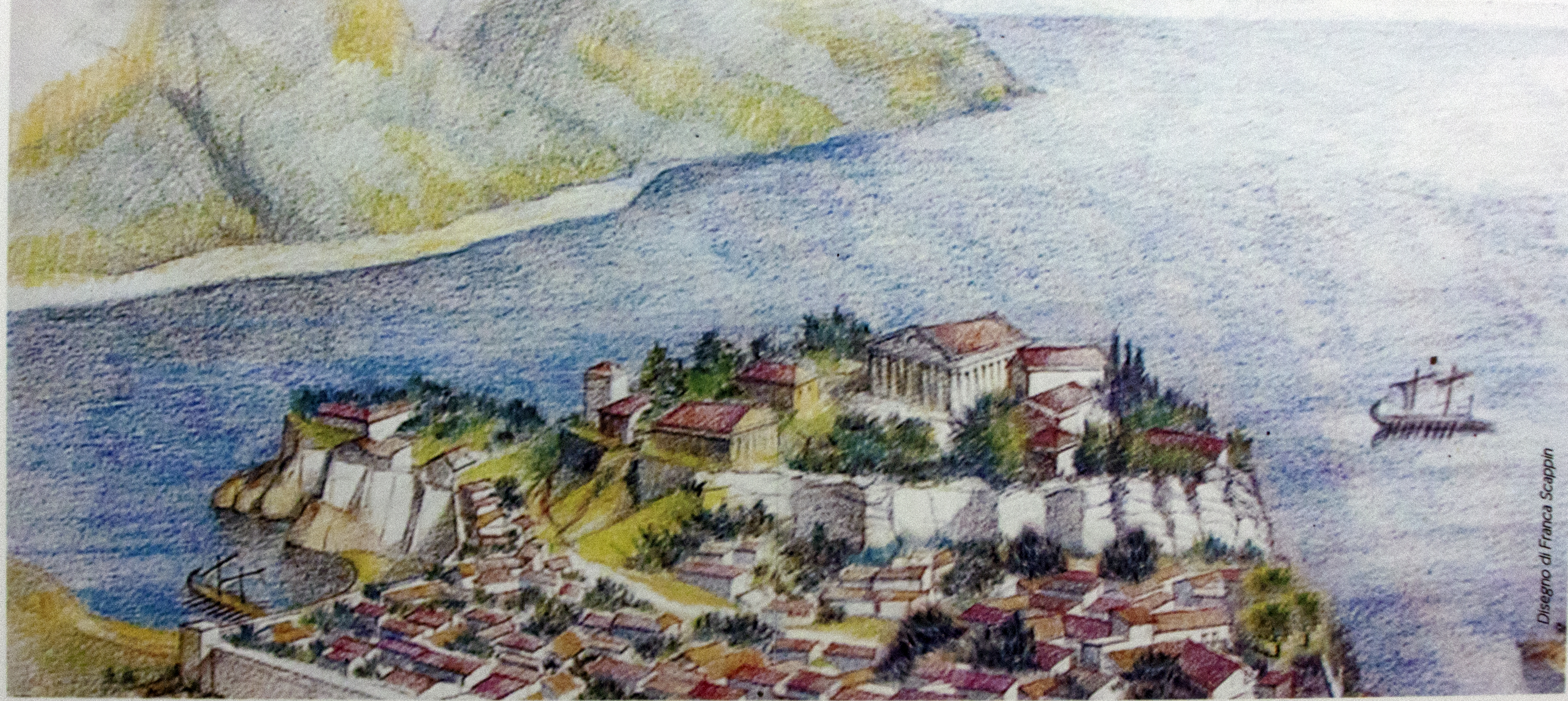
Ricostruzione dell'acropoli di Lipari

Il IV secolo a.C. sarà un buon periodo per le Isole Eolie ed i suoi abitanti. L'alleanza con la potente Siracusa, l'agiatezza dovuta ai traffici marittimi sempre più intensi tra il mondo greco ed il Mediterraneo settentrionale nonché, forse, un certo uso disinvolto della difesa dai pirati che sconfinava nella pirateria stessa, fecero arricchire la popolazione che iniziò a costruire templi agli dei ed a conservare in essi beni di lusso. Si ricordano di questo periodo i templi di Eolo e di Diana a Lipari, di Efesto a Vulcano e di Apollo a Salina. Sono forse di questi anni anche i resti di un tempio, tra Basiluzzo, Dattilo e Lisca Bianca (gli isolotti vicino Panarea), sprofondato nel corso di una forte eruzione di Vulcano avvenuta tra il 370 e 350 a.C. Al quarto secolo è sicuramente databile l'inizio della capacità di batter moneta che indica la riconosciuta indipendenza e ricchezza.

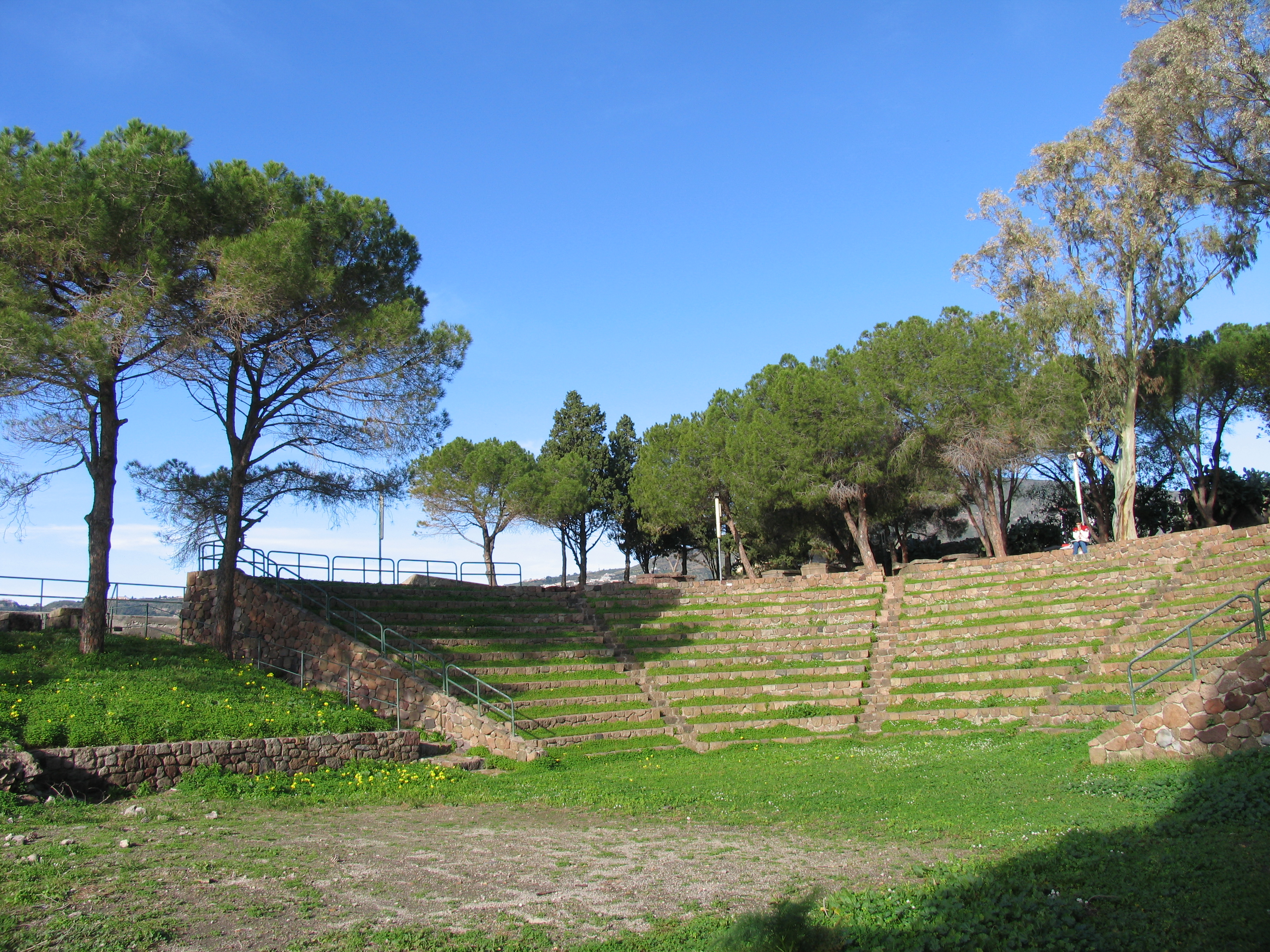
Il teatro greco ricostruito nella sua locazione originaria sul Castello di Lipari

All'inizio del secolo avviene un fatto, riportato anche da Tito Livio, che avrà importanti conseguenze per i liparesi. Nel 396 a.C. una nave romana, in viaggio verso il tempio di Apollo a Delfi per portarvi un cratere d'oro quale dono votivo, viene intercettata dai liparesi che, venuti a conoscenza dello scopo della missione, non solo non si impossessano del cratere ma anzi scortano i romani sino a Delfi. È il primo contatto con la città di Roma e l'episodio dovette colpire i romani così favorevolmente che, dopo oltre un secolo, i discendenti delle genti che compirono quel gesto furono esonerati dal pagare tributi a Roma conquistatrice.
L'agiatezza di cui la popolazione eoliana godette nel corso del IV secolo fu tuttavia causa delle avidità del tiranno di Siracusa Agatocle che, negli ultimi anni del secolo (304 a.C.), mise a sacco la città e il pritaneo asportando le dediche ad Eolo ed Efesto e riempiendo con il bottino ben 11 navi da trasporto, chiara dimostrazione dell'entità delle ricchezze accumulate. Una burrasca, che la credenza popolare vuole scatenata dalla vendetta di Eolo, fece tuttavia affondare le navi con tutto il loro carico.
Questo episodio causò la rottura dell'antica alleanza con Siracusa e determinò una parallela apertura verso Cartagine che così veniva ad avere un'importante base nella posizione più strategica di tutta la Sicilia. A tal punto era considerata importante che nel 269 a.C. i cartaginesi, nella persona del loro comandante militare Annibale di Giscone, vi posero il loro quartier generale e residenza in vista degli eventi bellici che sarebbero successi di lì a poco.

### Le guerre puniche
I siracusani, minacciati da Cartagine e desiderosi di non perdere il controllo delle terre siciliane ricche di frumento, chiesero aiuto a Roma che altro non aspettava se non il casus belli che le consentisse di intervenire contro l'altra maggiore potenza affacciata sul Mediterraneo.

Ricostruzione di un 'corvo'

L'inizio della prima guerra punica vede Roma in forte sofferenza per la mancanza di una flotta capace di contendere a Cartagine il predominio marittimo e l'occupazione di tutti i punti strategici del Mediterraneo occidentale, uno dei quali era ovviamente Lipari ed il suo arcipelago. Nel corso del 260 a.C. furono costruite dai Romani ben 120 navi e nello stesso anno, prima ancora di avere disponibile tutta la flotta, il console Gneo Cornelio Scipione tentò la conquista di Lipari. Nella sua rada (Battaglia delle isole Lipari) 17 navi romane e 20 triremi cartaginesi, al comando di Boode, si scontrarono con esito infausto per i romani. Questi perdettero tutte le navi ed i loro equipaggi ed il console stesso a seguito di questa disfatta venne nominato Cneo Cornelio Scipione Asina.

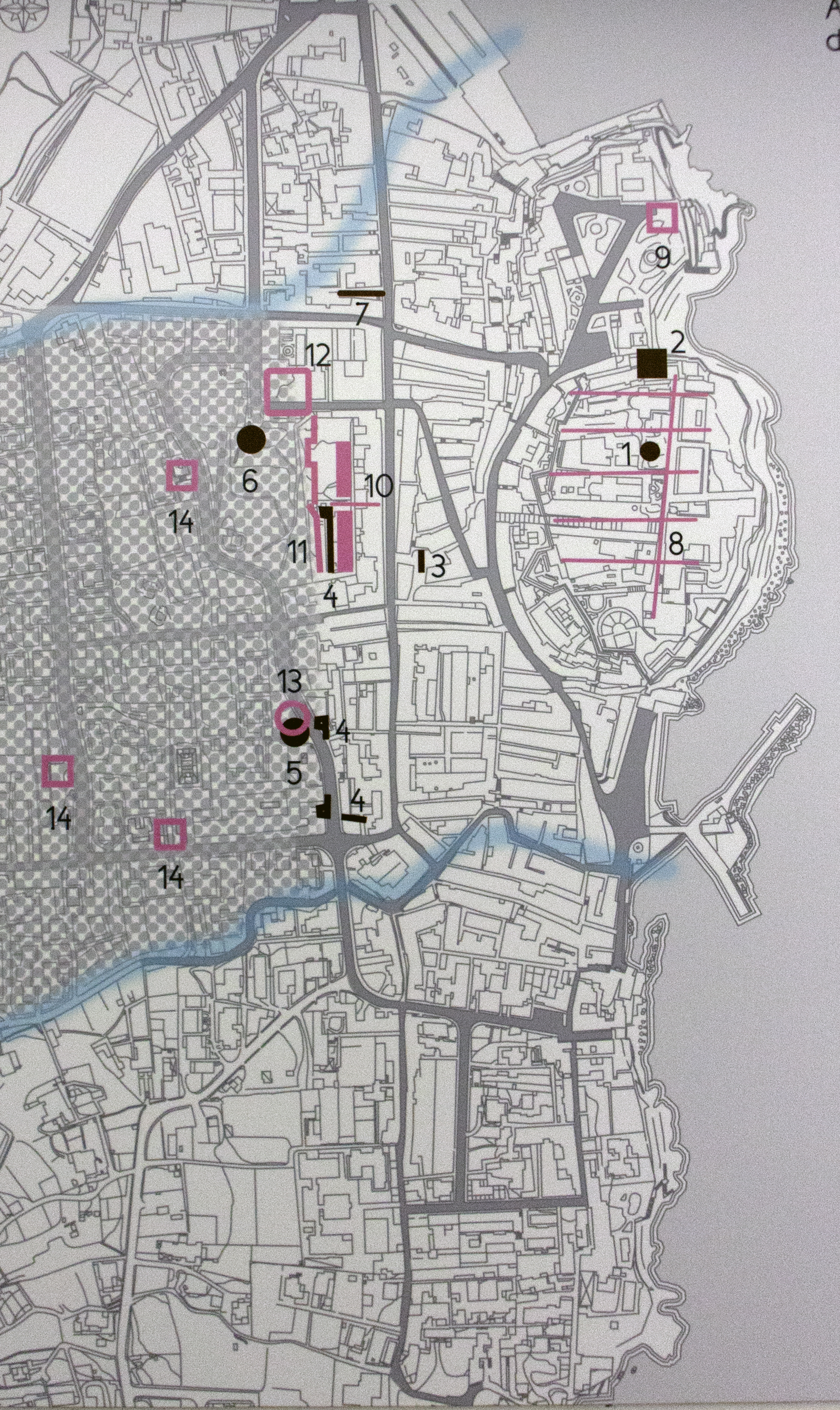
Siti della Lipari greca e romana

Secondo l'uso romano la sconfitta non venne lasciata impunita e l'anno successivo il console Gaio Duilio tornò con tutta la flotta disponibile, circa 100 navi dotate del «corvo»: si trattava di una passerella mobile dotata di rampini che, in vicinanza delle navi avversarie, consentiva di agganciarle e di far sì che gli opliti romani potessero trasbordare e trasformare la battaglia navale nella più conosciuta battaglia di tipo terrestre. La flotta romana e quella cartaginese in arrivo da Palermo, forte di 130 triremi, si scontrarono di fronte a capo Milazzo in quella che è passata alla storia per essere stata la prima battaglia navale vinta dai Romani.
Non molti altri fatti interessano le Eolie durante le guerre puniche. I Romani infatti, non ancora pienamente consapevoli dell'importanza del dominio marittimo, lasciarono presto le Eolie occupandosi delle battaglie terrestri con le ben note vicende storiche. Non dimenticarono tuttavia la precedente alleanza eoliana con Cartagine e Lipari fu messa sotto assedio, in un momento di relativa calma e, dopo mesi di resistenza, rasa al suolo nel 251 a.C. Seguendo la consuetudine romana di inglobare le genti conquistate senza schiacciarne la cultura, o forse essendo ancor vivo il ricordo dell'episodio del cratere d'oro avvenuto circa 150 anni prima, o ancora in virtù dello scarso impegno mostrato nel combattere a fianco di Cartagine, i liparesi furono lasciati uomini liberi con diritto di battere moneta e con tutte le usanze di origine greca ancor vive.

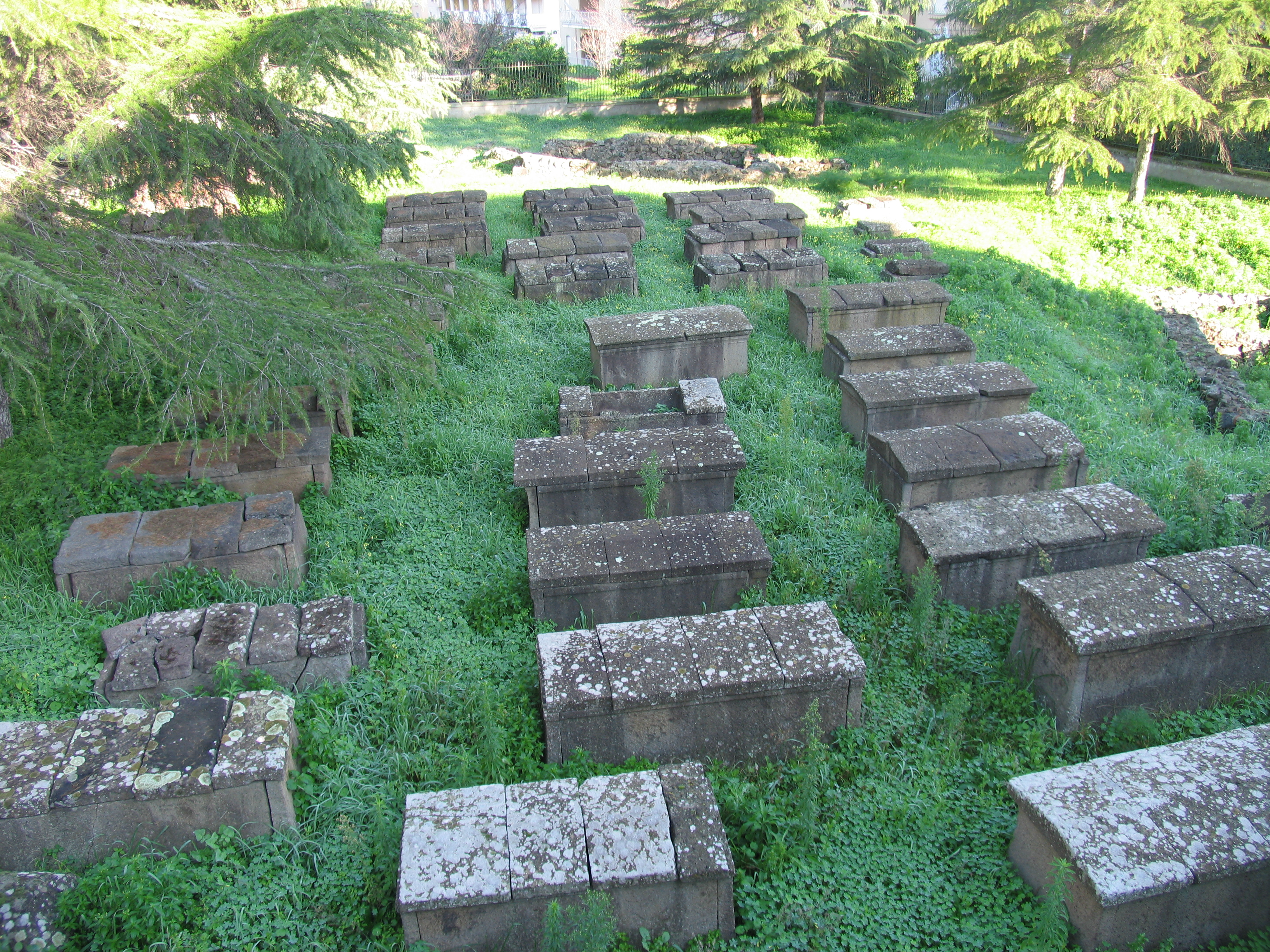
Tombe di età greca in località Diana

Nel 251 a.C. dunque si può considerare conclusa l'avventura greca delle genti eoliane che da questa civilizzazione, durata 330 anni circa, hanno ricevuto moltissimo. Sopra ogni altra cosa la cultura, che è divenuta la base di tutto il pensiero occidentale, la capacità di navigare e l'amore per il teatro. Di quest'ultimo rimangono evidenti resti sul Castello insieme ad un cospicuo numero di terrecotte raffiguranti maschere del teatro greco classico conservate nel Museo Archeologico eoliano a Lipari. Al periodo greco fanno capo anche le numerose tombe site in località Diana.

## Periodo romano

### La pax romana
Il periodo romano non fu particolarmente brillante per il popolo eoliano che, a poco a poco, scivolò in un oblio conseguente alla perdita della sua importanza strategica. Infatti tanto più il Mediterraneo diventava “Mare nostrum”, tanto meno era di interesse per i Romani il mantenimento di questa posizione con fini di controllo del traffico nello Stretto tra Sicilia e Calabria.
In breve tempo quindi tutte le usanze provenienti dalla democrazia greca basata sulla “polis” furono sostituite con le leggi ed i costumi dei Romani. I vecchi privilegi cadono ad uno ad uno e Lipari diventa una delle 35 città decumane della Provincia di Sicilia: ricordiamo qua che quest'ultima fu la prima delle Provincie romane e come tale fu governata da un Pretore con diritto di “imperium”.
In qualità di città decumana, Lipari dovette pagare la decima al suo censore che ne rispondeva al questore di Siracusa e questi direttamente al Pretore. Inoltre era tenuta al pagamento del portorium, tributo pari al 5% del valore delle merci esportate che, all'epoca, si riducevano sostanzialmente al solo allume.
Tuttavia, anche se caduta in secondo piano dai fulgori di epoca greca, Lipari mantenne il rango di città con un suo governo (senato) corrispondente alla amministrazione comunale di oggi, ciò che deve considerarsi come un trattamento di favore perché avrebbe potuto finire a livello di città censoria di proprietà dello stato (ager publicum).
Il periodo romano fu un periodo tranquillo ma non molto florido sia a causa dei danni e le devastazioni subite nel corso delle guerre puniche sia per le eruzioni vulcaniche che, negli ultimi secoli prima di Cristo, furono particolarmente vivaci. In questo periodo infatti, tra gli altri fenomeni di minore entità, ci fu la eruzione di un nuovo cratere nell'isola di Vulcano che dette luogo al promontorio oggi conosciuto come Vulcanello (183 a.C.).
In questo periodo probabilmente venne sepolto sotto una colata piroclastica il porto della città, sito a Sottomonastero. Il materiale archeologico ritrovato in situ ha permesso di datare al II a.C. quest'evento. Poco a poco, la struttura portuale verrà totalmente abbandonata e ricoperta dalla massa dei residui alluvioni del fiume adiacente, fino a fare sparire la struttura portuale romana repubblicana, rinvenuta nel 2008 durante i lavori di rifascimento del porto odierno.

### Le guerre civili ed il periodo imperiale
Durante le guerre civili romane Pompeo, che in base ai precedenti accordi con Cesare aveva mantenuto il controllo della flotta ed il potere marittimo, si impadronisce di Sicilia e Sardegna e sfrutta la sua potenza per controllare il flusso di grano che, provenendo dall'Africa e dalla Sicilia, rifornisce Roma.

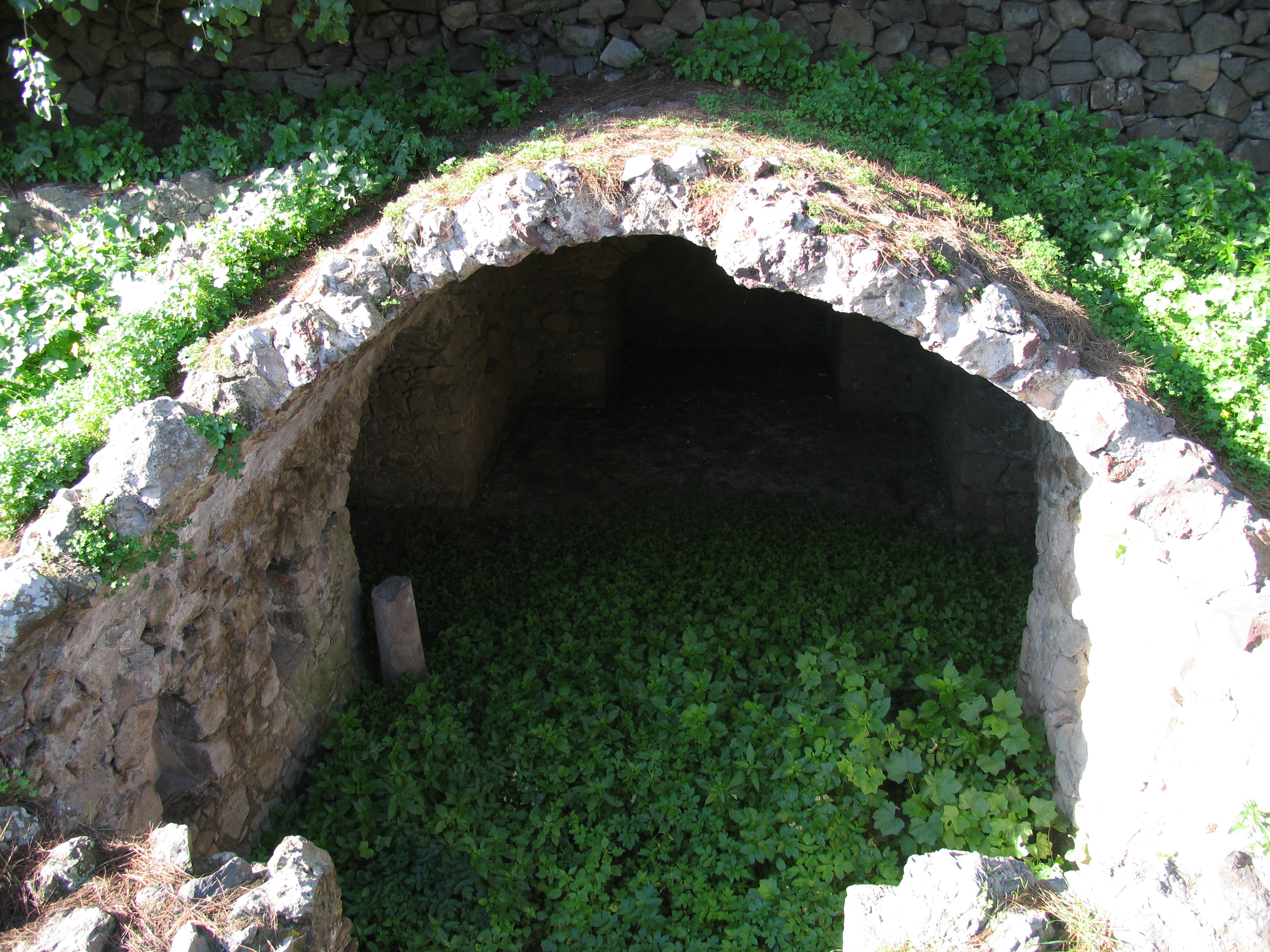
Resti di costruzioni di epoca romana in località Diana

Nuovamente le Eolie e Lipari in particolare, si trovano al centro della attenzione. Pompeo vi stabilisce una delle basi della sua flotta e, da qui impegna varie battaglie con i suoi avversari. Nessuna di queste battaglie ebbe esito risolutivo sino a quando Ottaviano, figlio adottivo di Cesare e suo nipote, rivolge la sua attenzione alla riconquista della Sicilia.
Il suo generale Agrippa trasferisce la flotta a Vibo Valentia da cui muove per la conquista prima di Stromboli e poi di Lipari e di Vulcano con lo scopo di invadere la Sicilia partendo da Tindari e Milazzo.
Proprio nelle acque antistanti Capo Milazzo la flotta di Pompeo si scontra definitivamente con quella di Agrippa e ne viene distrutta, dando inizio alla serie di battaglie vittoriose di Ottaviano che lo portarono nel giro di pochi anni alla riunificazione di ogni parte dei territori romani ed alla fondazione dell'Impero cui egli fu il primo ed indiscusso capo con il nome di Gaio Giulio Cesare Ottaviano Augusto.
Lipari, a motivo dell'atteggiamento di favore con cui accolse la flotta di Agrippa, fu premiata con il ruolo di municipium che consentiva leggi locali e cittadinanza romana.
L'età augustea ed il primo periodo dell'Impero, controllato ed amministrato in maniera esemplare dalla potenza e dalle regole di Roma, furono di assoluta tranquillità per tutta la Sicilia e per Lipari in particolare. L'imperatore Caracalla a seguito di una congiura nel 202 esiliò a Lipari la moglie ripudiata Fulvia Plautilla con il fratello. Qui vissero reclusi per alcuni anni, finché l'imperatore non li fece uccidere.  Nulla si sa di cosa avvenne negli anni successivi e tutto fa pensare che, appunto, non avvenne nulla di sufficientemente notevole da lasciare traccia nei testi di storia.
Tuttavia nei primi anni dell'Impero, partita dal medio oriente, un'altra rivoluzione stava per conquistare il mondo occidentale e nuovamente le isole Eolie ne furono partecipi con eventi le cui tracce sussistono ancora oggi.

## Periodo protocristiano

### Il vascelluzzo
Bartolo, Bartolino, Bartoluzzo sono nomi oggi molto diffusi nelle isole Eolie, tutti derivanti da quel Bartolomeo apostolo che, a partire dalla fine del III secolo d.C., ha fortemente condizionato vita ed eventi del popolo eoliano sino ai giorni nostri.

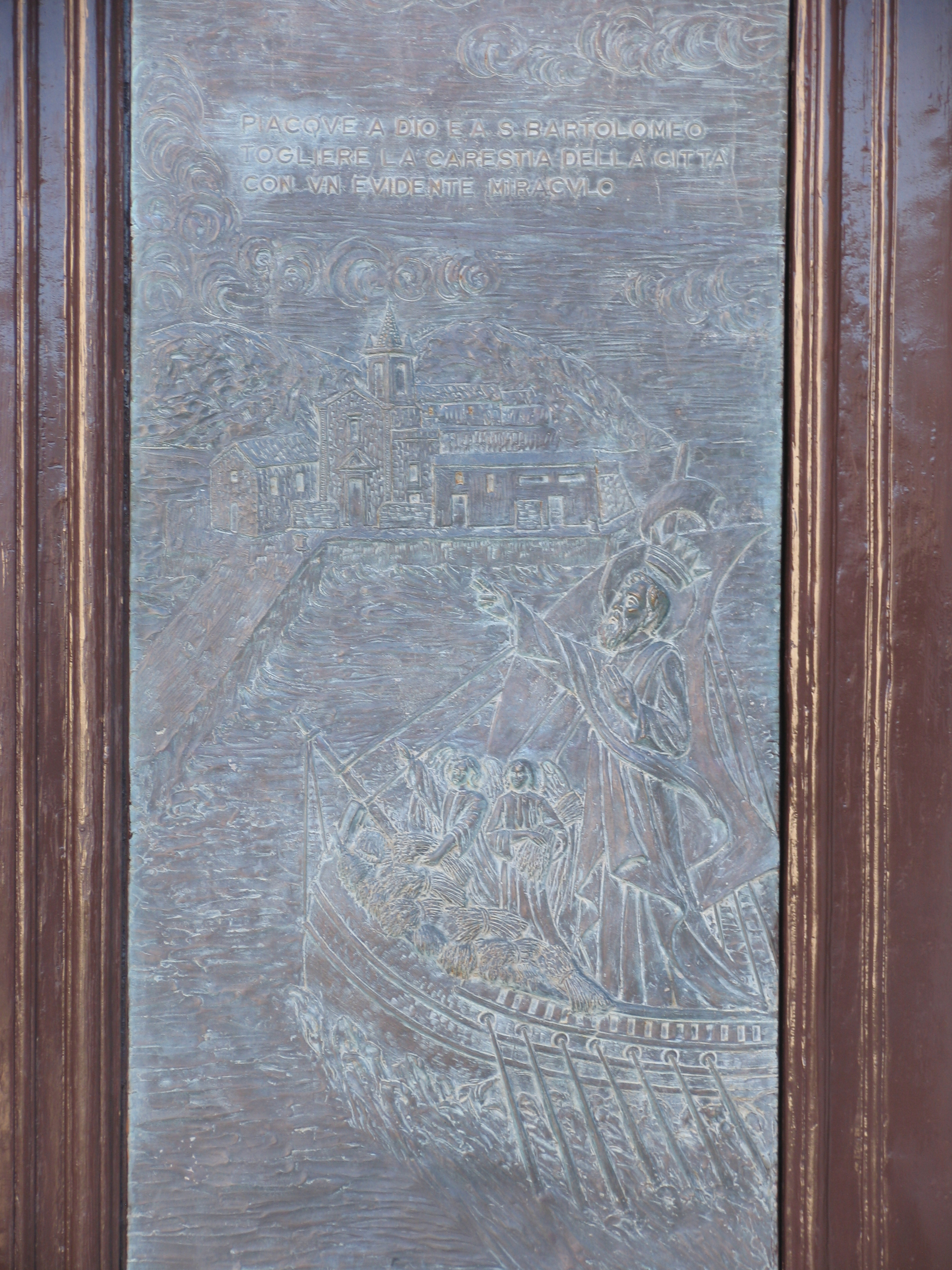
Rappresentazione artistica dell'arrivo di San Bartolomeo a Lipari

Procediamo con ordine in quanto la presenza di San Bartolomeo a Lipari è stata condizionante per buona parte del primo millennio cristiano ed ancora ai giorni nostri mantiene tracce evidenti nell'isola.
Bartolomeo fu il sesto degli apostoli scelti da Gesù per diffondere il Verbo. Il suo nome originario era Nathanael ma ben presto altri gli aggiunsero il patronimico ebraico di Bar-Tholmai con il significato di “figlio di colui che solleva la tempesta” ovvero “figlio di colui che controlla le acque”.
Fu forse per il fascino di questo nome che gli abitanti delle isole Eolie, costretti a vivere in continua simbiosi con gli instabili elementi marini, si riconobbero nel santo e lo elessero a loro protettore. Tuttavia non è escluso che in questa scelta abbiano avuto parte preponderante anche gli elementi storici che, come d'abitudine, sono contenuti nel leggendario arrivo del santo sull'isola. Non essendo sostanzialmente possibile discernere tra storia e leggenda, si dirà di quest'ultima lasciando al lettore la scelta di quali aspetti attribuire all'una o all'altra.
Bartolomeo si unì a Gesù in occasione della visita di quest'ultimo a Cana, villaggio poco distante da Nazaret, da allora seguì le sorti del maestro e, dopo la morte di Cristo, predicò il Verbo nell'area della Palestina insieme agli altri apostoli. Fu solo a valle del raduno di Gerusalemme del 49 che gli apostoli uscirono dai ristretti confini palestinesi per diffondersi in vari territori del vasto impero romano. A Bartolomeo toccò l'Anatolia e più probabilmente la Frigia dove operò per molti anni sia come predicatore che come medico. e da cui fu costretto ad andarsene nell'ambito delle prime persecuzioni verso i cristiani. Atterrò in Armenia e da qui proseguì sino all'Albania (regione a nord dell'Armenia da non confondere con l'attuale Albania che all'epoca era conosciuta come Epiro) dove operò ancora sino a quando, forse per non essere riuscito a curare la figlia del re locale, fu sottoposto a tortura con lo scopo di fargli rinnegare la sua fede. Resistendo alla tortura fu infine scuoiato vivo e poi decapitato.
Correva l'anno 70 e i seguaci che aveva convinto alla nuova fede si presero cura delle spoglie terrene e provvidero a dargli adeguata sepoltura in un sarcofago nel quale riposarono per quasi due secoli.
Per motivi che non interessano questa storia nel 249 iniziò, promulgata dall'imperatore Decio, una violenta persecuzione verso i cristiani che, tra alti e bassi, continuò sino a raggiungere il culmine con Diocleziano nel 303 e terminare poco dopo con l'imperatore Costantino nel 313.

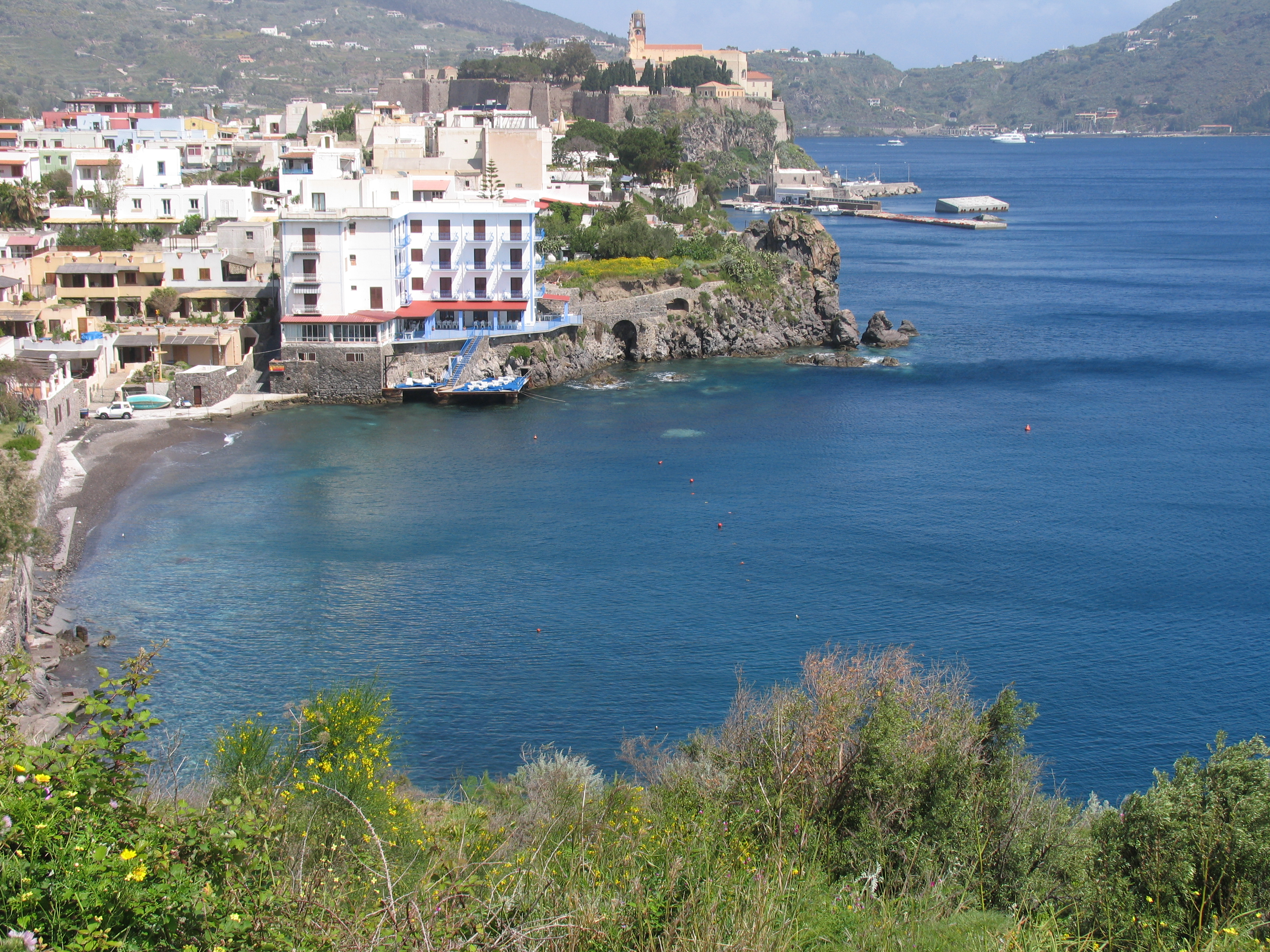
Vista di Portinente con ben visibile lo scoglio del naufragio

Fu in questi anni di grande difficoltà per le comunità cristiane ovunque esse fossero, ed in particolare nella seconda metà del terzo secolo, che nella regione di Armenia (così come in Albania) vennero operate sistematiche distruzioni di tutto quanto fosse caro al cristianesimo tra cui anche il culto dei morti. Il sarcofago contenente le spoglie di Bartolomeo apostolo fu gettato a mare e da qui raccolto da cristiani in fuga che lo caricarono in un vascello (il “vascelluzzo” della leggenda) lasciando le loro terre verso posti più tranquilli.
Navigarono costoro verso ovest, passando lo stretto di Messina per dirigere poi a nord. Durante una tempesta invernale, il 13 febbraio del 264, l'imbarcazione dei fuggitivi naufragò contro la costa liparese in località Portinente (oggi conosciuta anche come Porto delle Genti ma il cui etimo sembra essere “u' portu e nenti" cioè il porto da niente quale in effetti è essendo completamente esposto ai venti di scirocco).
L'indicazione di anno, mese e giorno dell'arrivo del Vascelluzzo è sicuramente frutto di fantasia o di tradizione. Tuttavia esistono validi motivi per ritenere che proprio attorno al 260 il re persiano Sàpore I, dopo aver sconfitto l'imperatore Valeriano, si diede a distruggere tutti i segni lasciati da Roma ivi compreso il culto cristiano ed i suoi simboli: da qui ad accettare l'anno 264 il passo è breve ed anche sostenuto da fatti storici seppur deboli. Per quanto riguarda il mese, febbraio sembra plausibile con le sue probabili burrasche. E allora perché non credere anche al giorno 13 che, guarda caso coincide con la fine delle feste, tipicamente romane, del “genius loci”? In definitiva, ancorché sostenuta essenzialmente da tradizione, la data del 13 febbraio 264 ha validi motivi per essere più che credibile.
Il naufragio distrusse completamente la nave che disperse il suo carico a mare ma alcuni viaggiatori si salvarono e, individuata la locale comunità cristiana, svelarono il prezioso contenuto del sarcofago. La popolazione liparese che, per la sua posizione defilata, non aveva subito persecuzioni importanti fu ben lieta di accogliere nella sua terra il corpo di un santo quale all'epoca era definito chiunque avesse subito il martirio e, a maggior ragione, di un santo apostolo.
In quegli anni bui di imminente collasso dell'impero aveva facile presa la visione apocalittica della fine del mondo e del successivo giudizio divino. Ad attenuare queste paure fu di giovamento l'aver conferito particolare prestigio ai Martiri che, per i loro meriti, al momento della resurrezione sarebbero stati i primi a godere della visione beatifica di Dio senza dover subire l'ansia del giudizio. Valido salvacondotto per l'eternità sarebbe sicuramente stata la possibilità di potersi ritrovare accanto ad essi nel giorno della resurrezione: in quei secoli ci fu una specie di rincorsa ad accaparrarsi nei cimiteri i loculi contigui alle spoglie di un santo così che, allo squillare delle trombe, questi si sarebbe levato al cielo trascinando con sé il grappolo dei suoi affezionati vicini di sepoltura ed anzi, per estensione, anche tutta la collettività che ospitava il cimitero e che aveva eletto il santo medesimo a suo protettore.

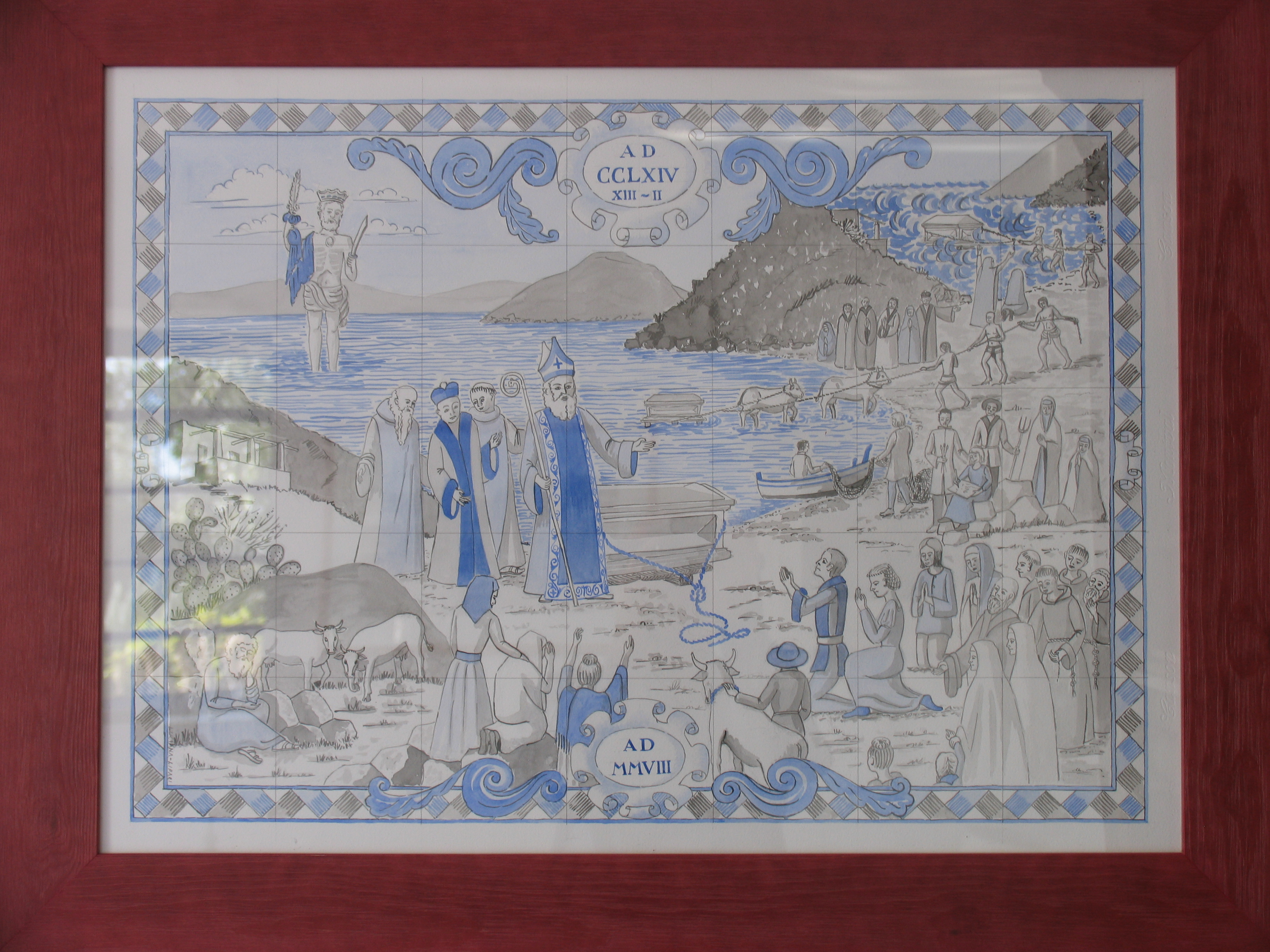
Dipinto su ceramica di artista locale raffigurante la storia di San Bartolo secondo la leggenda canonica

In queste condizioni non stupisce che tutta la comunità cristiana accorse a dar man forte per portare a terra il sepolcro ma a nulla valsero gli sforzi congiunti: per motivi inspiegabili non vi fu mezzo utilizzato che riuscisse nell'impresa. Durante la notte successiva il capo della comunità, il vescovo Agatone, vide in sogno due giumente bianche che, aggiogate al sarcofago, lo sollevavano senza sforzo consentendone il trasporto sino al paese. In tal senso organizzò i liparesi e, come per miracolo, essi riuscirono laddove il giorno precedente tutti i loro sforzi erano miseramente falliti. Il sarcofago fu così portato nella zona che in quegli anni ospitava i raduni della comunità, subito fuori del paese in direzione del Portinente, dove oggi si può vedere la semplice ed austera chiesa dedicata a San Bartolo extra moenia.

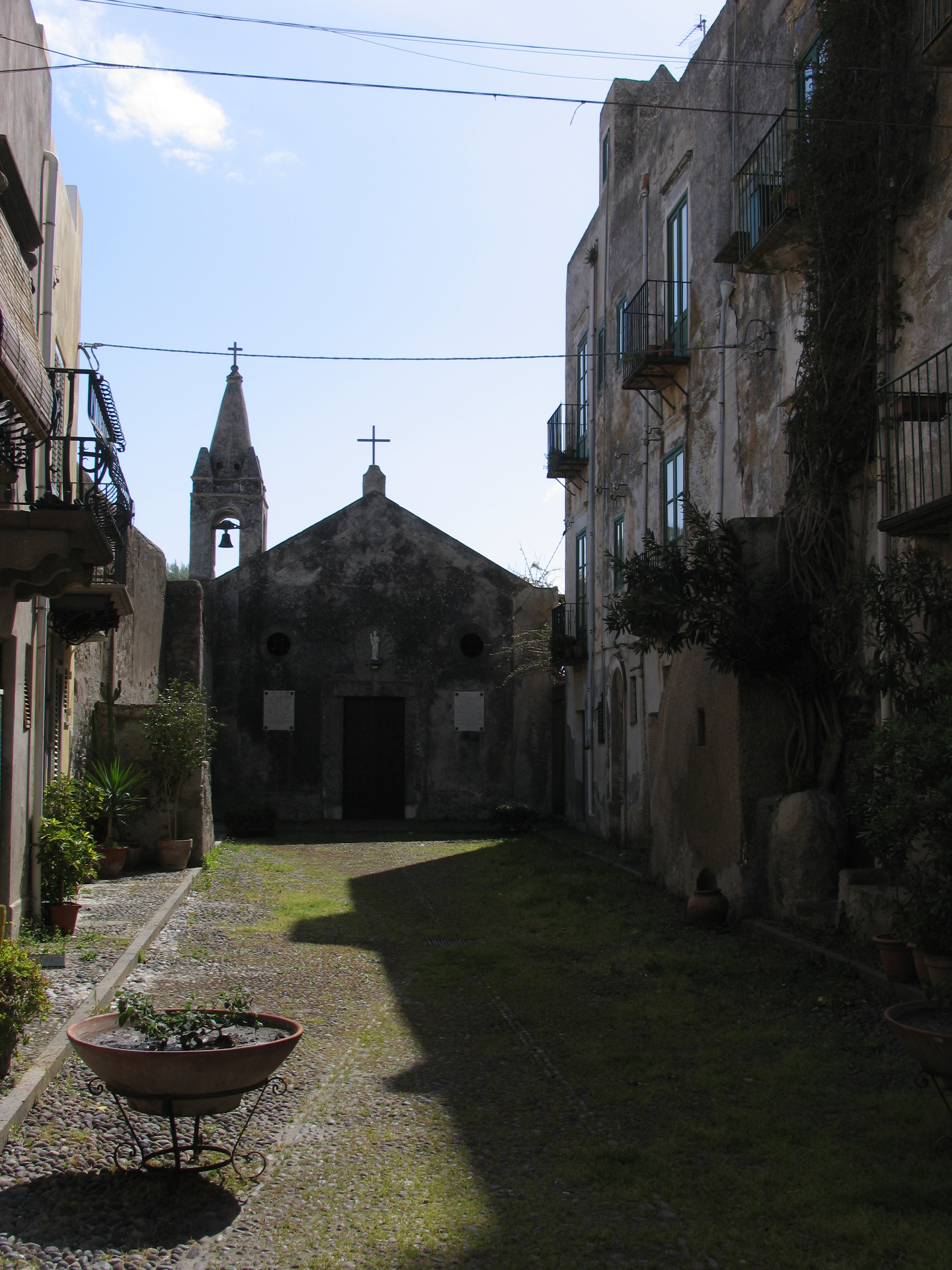
La Chiesa di San Bartolo extra moenia ed il suo sagrato

Qualche parola sul luogo. Il dosso della Maddalena sorge affacciato sul mare, compreso tra Marina Corta a nord ed il Portinente a sud. Oggi completamente edificato era all'epoca subito fuori del cosiddetto villaggio dei pescatori ed era quindi luogo ideale per tenervi i raduni cristiani: fuori dagli sguardi del paese che conta, vicino alla povera gente. Qui, in un locale chiuso (ecclesia) quando non addirittura interrato, nel giorno del Signore (dies dominica) gli adepti si appartavano per cantare i salmi e celebrare l'eucaristia. La comunità, stimabile in circa cento persone, presieduta dal suo episcopus che sedeva in uno scranno (cathedra), decideva in queste occasioni come orientare i propri interventi di carità per la salvezza dell'anima.
Era normale che i luoghi di riunione fossero spesso anche luoghi di sepoltura essendo questo un aspetto fondamentale dei primitivi cristiani: convivere con i morti nella prospettiva dell'imminente resurrezione. E difatti i luoghi di sepoltura che i pagani chiamavano città dei morti (necropolis), i cristiani appellavano luoghi di dormizione (koimetérion).
In definitiva tutto lascia pensare, al di là della leggenda, che il luogo oggi individuato fosse proprio quello in cui le spoglie mortali di San Bartolomeo, al termine del loro avventuroso viaggio, potessero finalmente riposare per alcuni secoli a venire. 

### I secoli successivi
Non riposarono tuttavia a lungo e non per mano nemica ma per effetto della legalizzazione della fede cristiana e del conseguente aumento dei suoi seguaci che, a Lipari come altrove, iniziarono ad edificare basiliche sempre più imponenti per poter contenere folle via via più numerose. Le basiliche in cui era allocata la sedia vescovile divennero chiese cattedrali e in esse venivano custodite le reliquie più preziose.
Con l'aumentare del potere della chiesa le cattedrali tendevano ad essere edificate sempre più vicine al potere temporale e quindi dentro l'abitato, all'interno delle mura e possibilmente affacciate sulla stessa piazza che fungeva da centro della città.
Stesso percorso subì anche la chiesa liparese che dall'originale luogo di raduno si spostò sull'acropoli, in pieno centro della città, ivi trasferendo anche le spoglie mortali di San Bartolomeo. Non così quelle dei vescovi che continuarono ad essere sepolti per molti secoli ancora nella vecchia chiesa di S. Bartolo extra moenia.
Il V ed il VI secolo d.C. vedono l'Italia terreno di preda e di scontro tra orde barbariche succedutesi una dopo l'altra. I Goti, i Visigoti, i Vandali, gli Eruli si combatterono tra loro e con la popolazione residente distruggendo in maniera sistematica le tracce di quella che fu la più grande civiltà mai esistita. Roma fu invasa nel 410, l'Impero di occidente cadde nel 476, la popolazione tutta di Europa si ridusse nel corso del secolo a cavallo del 500 da 67 milioni di persone a 27. Per quanto fuori dalle grandi linee di combattimento anche Lipari subì invasioni e saccheggi da parte di soldataglie affamate e di barbari incalzanti. Ne sono prova la scarsità di notizie per un periodo straordinariamente lungo ed il ritrovamento, in località Monte Rosa, di un tesoretto di monete bronzee (alcune migliaia di pezzi) di scarsissimo valore sepolte per difenderle dal saccheggio.
È facile pensare che alla fantasia dell'uomo medioevale questo improvviso accadere di eventi nefasti, questa subitanea decadenza in specie se paragonata agli antichi splendori, questi presagi di morte e di violenza apparissero come segnali inequivocabili dell'avvicinarsi dell'apocalisse e della prossimità del giorno del giudizio universale.
L'espansione e la presenza del potere satanico ebbero anche evidenza fisica nel risvegliarsi dei vulcani che eruttavano le fiamme dell'inferno e lasciavano una inequivocabile traccia nel forte odore di zolfo. Anticamera di questo inferno aperto sul mondo erano considerate proprio le isole Eolie nelle quali, in quel periodo travagliato, si ebbero le eruzioni del Monte Pilato e della Forgia vecchia.
Numerosi sono i riferimenti storiografici e letterari in tal senso. Se ne citerà qui uno solo, recente e di gradevole lettura: la narrazione in poesia della fine del re Teodorico (Carducci: La leggenda di Teodorico).
E d'un tratto al re da canto/
Un corsier nero nitrí./
Nero come un corbo vecchio,/
E ne gli occhi avea carboni./
Era pronto l'apparecchio,/
Ed il re balzò in arcioni./
Ma i suoi veltri ebber timore/
E si misero a guair,/
E guardarono il signore/
E no 'l vollero seguir./
In quel mezzo il caval nero/
Spiccò via come uno strale/
E lontan d'ogni sentiero/
Ora scende e ora sale:/
Via e via e via e via,/
Valli e monti esso varcò./
Il re scendere vorría,/
Ma staccar non se ne può./
Il più vecchio ed il più fido/
Lo seguía de' suoi scudieri,/
E mettea d'angoscia un grido/
Per gl'incogniti sentieri:/
— O gentil re de gli Amali,/
Ti seguii ne' tuoi be' dí,/
Ti seguii tra lance e strali,/
Ma non corsi mai così./
Teodorico di Verona,/
Dove vai tanto di fretta?/
Tornerem, sacra corona,/
A la casa che ci aspetta? —/
— Mala bestia è questa mia,/
Mal cavallo mi toccò:/
Sol la Vergine Maria/
Sa quand'io ritornerò. —/
Altre cure su nel cielo/
Ha la Vergine Maria:/
Sotto il grande azzurro velo/
Ella i martiri covría,/
Ella i martiri accoglieva/
De la patria e de la fé;/
E terribile scendeva/
Dio su 'l capo al goto re./
Via e via su balzi e grotte/
Va il cavallo al fren ribelle:/
Ei s'immerge ne la notte,/
Ei s'aderge in vèr' le stelle./
Ecco, il dorso d'Appennino/
Fra le tenebre scompar,/
E nel pallido mattino/
Mugghia a basso il tosco mar./
Ecco Lipari, la reggia/
Di Vulcano ardua che fuma/
E tra i bòmbiti lampeggia/
De l'ardor che la consuma:/
Quivi giunto il caval nero/
Contro il ciel forte springò/
Annitrendo; e il cavaliero/
Nel cratere inabissò./
Ma dal calabro confine/
Che mai sorge in vetta al monte?/
Non è il sole, è un bianco crine;/
Non è il sole, è un'ampia fronte/
Sanguinosa, in un sorriso/
Di martirio e di splendor:/
Di Boezio è il santo viso,/
Del romano senator.»
(Giosuè Carducci, La leggenda di Teodorico)
In questo mondo povero di risorse ma ricco di fede e di superstizione non pochi furono gli uomini che, per fuggire da una tremenda quotidianità, si dedicarono ad azioni ed a comportamenti che li aiutassero nel passaggio difficile del giudizio imminente.
Predicatori, eremiti, asceti e pellegrini di vario genere ambirono in quegli anni a confrontarsi con gli spiriti demoniaci per accaparrarsi qualche merito aggiuntivo tramite la loro sconfitta. Quale posto migliore per ciò se non la loro stessa casa, quelle isole Eolie in cui c'era l'evidenza sia della esistenza del demonio sia della sua presenza fisica?
Fu così che a Lipari si susseguirono vari “santi” personaggi normalmente di provenienza orientale, specialmente greca, avanti negli anni e dediti ad opere di bene e come tali rispettati dalla popolazione che pertanto li appellava “bel vecchio” o, in greco, “calogeros”. Uno in particolare lasciò segni così forti che ancora oggi ne rimangono tracce: ci si riferisce a quel San Calogero che, stabilitosi in una zona impervia nella parte occidentale dell'isola (nei pressi della frazione Pianoconte), rimise in funzione le antiche terme di fattura greco-romana consentendo alla gente del luogo di sfruttarne le doti terapeutiche. Di qui al compimento dei miracoli il passo è breve ma, al di là degli aspetti leggendari, è sicura la sua presenza in zona nel V secolo e la fondazione di un ordine monastico di cultura greco-bizantina che fu uno dei pilastri di civiltà per tutta Lipari nell'alto Medioevo.

### I bizantini ed il Sacro Romano Impero
A cavallo tra il VI ed il VII secolo, un nuovo periodo di relativa tranquillità ebbe luogo allorché la corte imperiale di Costantinopoli volle iniziare un processo di bizantinizzazione dell'Italia partendo, come sempre, dalla Sicilia. A ciò si aggiunsero spontaneamente stuoli di monaci provenienti dalle province del Medio Oriente invase dai Persiani che trovarono ottimo terreno di predicazione nell'Italia distrutta nel fisico e nello spirito da secoli di guerre ininterrotte. I monaci, fossero o meno legati a San Calogero poco importa, occuparono e coltivarono la zona pianeggiante posta all'interno della città di Lipari, in alto verso ovest, che ancora oggi prende il nome di Piana de' Greci. Fu questo nucleo monastico l'unico filo conduttore che collegò il mondo antico greco-romano al basso Medioevo normanno come si vedrà nel seguito.

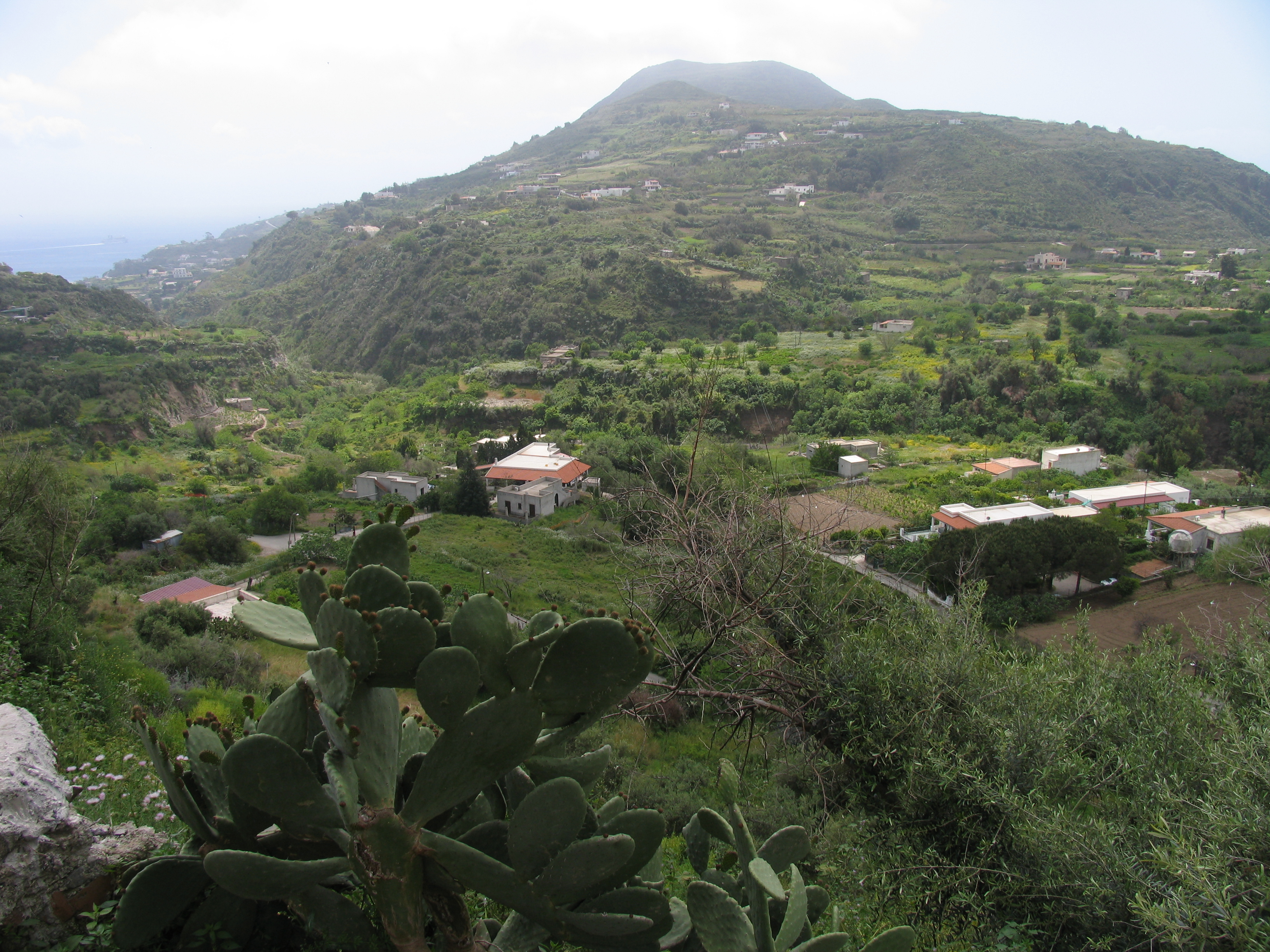
La Piana dei Greci verdeggiante alla fine dell'inverno

Numerose sono le tracce di questa invasione pacifica, specialmente in una serie di toponimi dell'area di Pianoconte e Quattropani. Oltre alla Piana de' Greci, abbiamo la località presso Acquacalda denominata “Santi Quaranta” in ricordo dei quaranta martiri di Armenia finiti sotto persecuzione, abbiamo il monte Sant'Angelo intitolato a San Michele Arcangelo di chiara provenienza orientale, abbiamo il ricordo scritto anche se non più i resti di una Ecclesia di san Basile, abbiamo il monastero di Sant'Andrea di cui oggi rimane solo la chiesa (attualmente dedicata all'Annunzuata) con una particolarissima scalinata che si slarga salendo verso il sagrato.

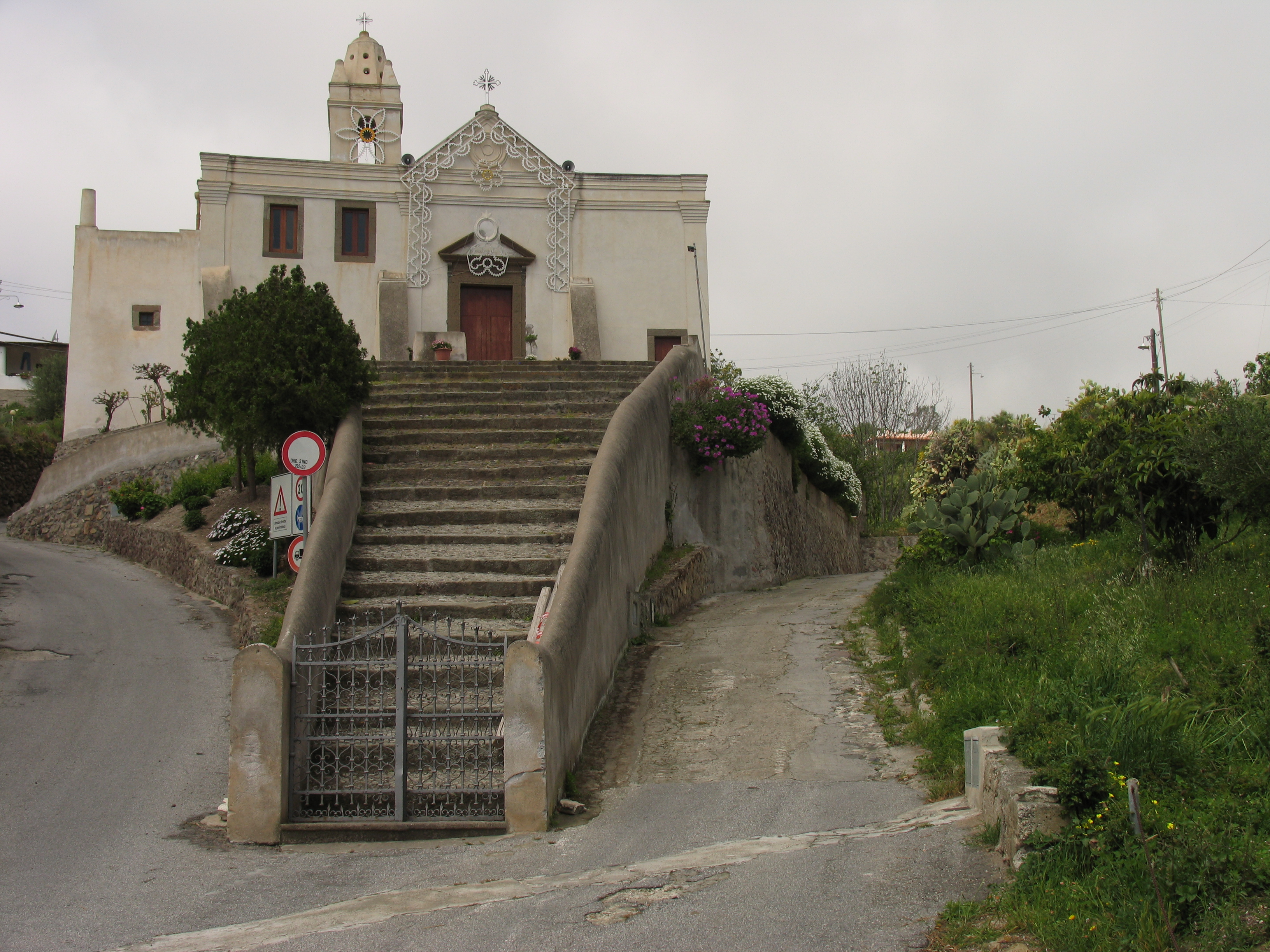
La Chiesa dell'Annunziata con la sua scalinata

A chi appartenevano le isole Eolie dopo la caduta dell'Impero Romano d'Occidente?
Le potenze in gioco nel secolo cruciale (il secolo VIII) del definitivo collasso della romanità erano cinque: l'Impero Romano d'Oriente che, di fatto, esercitava il potere su tutte le fasce costiere italiane e sulle isole; i Longobardi che detenevano saldamente il controllo di tutta l'Italia centro settentrionale spingendosi sino a Benevento; i Franchi, di provata fede cattolica ed in rapida crescita politica e territoriale; ed infine i musulmani in rapidissima espansione sia verso Bisanzio che in tutta l'Africa settentrionale.
I fatti e gli intrighi di questo periodo, seppur affascinanti, esulano da questo articolo. Tuttavia è interessante notare che non è banale una risposta sicura al quesito di cui sopra forse perché non c'è risposta. Ovvero perché le isole Eolie, al volgere dell'ottavo secolo d.C., non appartenevano a nessuno in quanto non interessavano a nessuno. Non a Bisanzio, lontana e fortemente impegnata a contenere i saraceni; non al Papato se non per la presenza di un vescovo relativamente importante (ce ne sono tracce al Concilio di Nicea concluso nel 787); non ai Longobardi che non si spinsero mai così a meridione; non ai Franchi il cui interesse era quello di impadronirsi dell'Italia spartendola con il Papato (da qui nacque il Patrimonio di san Pietro); non ancora ai musulmani rivolti verso la Spagna per chiudere in una morsa tutte le terre cristiane.

### I Saraceni
In questa situazione ebbe facilmente sopravvento il più agguerrito dei poteri forti che si contendevano l'Europa. Nell'838, dopo aver conquistato quasi tutta la Sicilia, i saraceni si rivolsero al controllo dello Stretto di Messina e, come sempre era avvenuto nei secoli passati, pensarono bene di occupare preventivamente le isole Eolie per la loro posizione strategica per il controllo della navigazione.
L'occupazione fu quanto di più cruento fosse mai avvenuto nella storia quadrimillenaria delle isole. Tutta la popolazione fu uccisa o ridotta in schiavitù con modestissime eccezioni di qualche monaco e di alcune famiglie del contado che per generazioni continueranno a sopravvivere e a tramandare memoria dei luoghi insediandosi negli anfratti più reconditi dell'isola di Lipari, segnatamente proprio quella Piana de' Greci in cui era il monastero considerato talmente miserando dai musulmani da non essere neppure degno di distruzione.
Si innesta a questo punto la leggenda, invero assai colorita, di come i resti di San Bartolomeo fossero dapprima dispersi in mare dai Saraceni invasori, poi raccolti miracolosamente da un monaco greco ed infine recuperati da navigli longobardi. Intercettati dai Saraceni questi navigli avrebbero avuto ben scarsa probabilità di salvezza se una nebbia provvidenziale (uno dei tanti miracoli di San Bartolo) non li avesse nascosti all'inseguimento. I longobardi fecero ritorno a Salerno prima e a Benevento poi con il loro prezioso bottino, ringraziando il Santo per la nebbia miracolosa che li aveva salvati da sicura morte, e qui edificarono una chiesa a lui intitolata che ne contenesse degnamente le spoglie.
Il monaco liparese tuttavia, pur ritenendo giusto mettere al sicuro il corpo del santo apostolo, non volle privare del tutto l'isola di Lipari dalle reliquie del suo Patrono e così ne tenne un dito in sua custodia che, ancora oggi, si può vedere in un apposito reliquiario custodito all'interno della Chiesa cattedrale.
Per i successivi 250 anni circa, dall'838 sino al 1082, le isole Eolie sono annesse all'Emirato di Sicilia e non sono più oggetto di storia. Tutta la letteratura medioevale del periodo non ne fa che quattro o cinque accenni di poco conto. La storia ripartirà con la nascita della Contea di Sicilia Ruggero I e del Regno di Sicilia nel XII secolo.

## Lipari nel Regno di Sicilia

### Il Conte Ruggero
Il basso Medioevo è un periodo di grande fermento culturale in Europa.
Ed è in quelle terre che meno delle altre hanno subito lo scontro, e cioè quelle più lontane da Roma, dove ripartono lo spirito e la cultura dell'antica Roma. Nella Francia di Carlo Magno, nella Germania erede del Sacro Romano Impero, nell'Italia longobarda, nell'Inghilterra di Guglielmo il Conquistatore nascono ed evolvono con storie e sorti diverse le nazioni che saranno protagoniste del secondo millennio dell'era cristiana.
Nei paesi rivieraschi del Mediterraneo, in Spagna, in Sicilia, nel medio oriente e in tutta l'Africa del Nord, la civiltà islamica insediata, ricca ed evoluta, teneva prepotentemente fuori gli afflati culturali nordeuropei. È quindi dal nord che arriva una nuova popolazione di guerrieri a riprendere possesso delle terre dominate dai musulmani. Passando da Gibilterra e attraversando l'Italia con il fine dichiarato di riconquistare Gerusalemme e la Terra santa, i Normanni mettono sotto il loro dominio tutte le terre su cui passano senza incontrare praticamente alcuna resistenza.
Nell'Italia del sud la famiglia degli Altavilla (Guglielmo Braccio di Ferro) si stabilisce a Menfi nell'undicesimo secolo stabilendo buoni rapporti con il papato che vede in loro l'unica possibile difesa contro l'espansione musulmana nell'Italia stessa e contro gli scismi di stampo ortodosso nell'area di Bisanzio.
Furono in particolare i due fratelli di Guglielmo, Roberto il Guiscardo e Ruggero, che ebbero dal papa Niccolò II l'investitura a vassalli della Santa Sede. Roberto fu anche nominato “Duca di Calabria e di Puglia e, con l'aiuto di Dio e di San Pietro, anche Duca di Sicilia”. La formula valeva come un invito alla conquista della Sicilia ed alla sua ricollocazione nell'ambito del cattolicesimo.
Ruggero ebbe dal fratello mandato per l'operazione militare e stabilì a Mileto la sua base operativa. È probabilmente da qui che vide le Eolie e ne apprezzò la valenza strategica per le operazioni di conquista della Sicilia e per la sua successiva difesa. 
In Sicilia Ruggero entrò nell'anno 1061 conquistando Messina e le montagne che la contornano e l'anno successivo si diresse alla conquista di Palermo che capitolò dieci anni dopo, nel 1072.
Nel mentre, oltre a rivolgere la sua attenzione verso le altre città siciliane quali Catania e Siracusa, si volle assicurare il controllo delle Eolie che prese, senza colpo ferire, nel 1064.
Solo dopo molti anni, e precisamente nel 1082 dopo aver ormai conquistato tutta la Sicilia, Ruggero, che nel frattempo era stato nominato Conte dal fratello Roberto, si dedica al consolidamento del controllo delle Eolie facendo costruire a Lipari un monastero benedettino che potesse attirare attorno a sé un nucleo abitativo sufficientemente consistente per la eventuale difesa delle isole.
In un documento datato 26 luglio 1088 si ha notizia dell'esistenza di un monastero fondato sei anni prima e sotto la giurisdizione del suo abate Ambrogio. Al monastero venivano donate terre e villani che le coltivassero in quantità sufficiente a renderlo indipendente e veniva riconosciuto come il primo monastero cristiano edificato in terra di Sicilia.
Questo fatto, apparentemente insignificante, ebbe conseguenze assai longeve nella storia della Chiesa e del potere civile di Sicilia. Infatti l'abate Ambrogio, reso economicamente autonomo, iniziò ad esercitare, insieme al potere spirituale, anche ampio potere civile sulle terre a lui assegnate che comprendevano, oltre alle isole Eolie, anche grosse proprietà nella terra di Sicilia.
In pratica la donazione fu ritenuta di tipo allodiale e non di tipo feudale ovvero il beneficio non era limitato al solo godimento dei diritti e degli utili ma era esteso alla piena proprietà.
Così, nel mentre che gli Altavilla estendevano il loro dominio temporale su tutta la Sicilia, la sola area di pertinenza degli abati prima e dei vescovi di Lipari poi fu il monastero con le sue proprietà che rimase sotto potere e controllo della Chiesa. Questo stato delle cose dette vita ad una controversia tra i due poteri temporali che, iniziata in sordina alla fine dell'undicesimo secolo, proseguì tra alterne vicende per quasi 800 anni.
Prima di parlarne, abbandonando Ruggero nel flusso della storia, è interessante citare quali sono le tracce che ancora se ne trovano nell'isola di Lipari. La prima, molto vistosa, consiste nel chiostro annesso alla chiesa del monastero che è oggi visibile a fianco della cattedrale dopo essere stato liberato dai rovi e dall'incuria nel corso degli anni novanta del secolo scorso.
Sono rimasti inoltre due toponimi a ricordo del Conte e del monastero da lui fondato. Infatti le terre a nord ovest dell'abitato di Lipari, immediatamente sopra la Piana dei greci, furono assegnate come proprietà a Ruggero e da allora presero il nome di Piano del Conte (Pianoconte). Inoltre la zona di approdo delle navi ancora oggi è detta “Sottomonastero” in quanto al di sotto del palazzo, oggi sede del Comune, e nell'antichità monastero benedettino.

### La Controversia Liparitana
A causa della rilevanza dell'evento precedentemente citato, noto come la “controversia liparitana”, diamo qualche altro dettaglio in merito. Nel 1091 papa Urbano II, essendo ormai consolidata la cacciata dei musulmani dalla Sicilia, manifestò la sua volontà di riprenderne il possesso a nome della Chiesa in base ai diritti derivanti dalla cosiddetta donazione di Costantino, iniziando proprio dal monastero di Lipari e dai suoi possedimenti. L'evidenza di questi fatti sta in una bolla papale del 3 giugno di quell'anno in cui il Papa attribuisce i meriti della liberazione della Sicilia alla “potenza della Divina Misericordia” e prosegue assegnando “totius insulae ambitum” alla sua particolare protezione.
Per maggior evidenza della sua volontà il Papa ingloba il monastero di Patti nell'ambito di quello liparese e fa di quest'ultimo sede vescovile nominando vescovo lo stesso Ambrogio che, in tal modo, si trova ad essere l'unico vescovo a nomina papale in tutta l'Italia meridionale dove, secondo prassi in tutti i territori sotto dominio normanno, i vescovi erano nominati dai governanti e ratificati dal Papa.
Con il passare degli anni i Sovrani di Sicilia, di ognuna delle molte dinastie a cui sono appartenuti, hanno preteso di esercitare il loro diritto acquisito nel tempo autodefinendosi legati apostolici. Questo concetto di Legazia Apostolica, nato principalmente per una diatriba personale tra due protagonisti dell'XI secolo, divenne sempre più consolidato nel tempo, affermandosi con maggior consapevolezza nei secoli del dominio spagnolo e raggiungendo forme di invadenza a partire dal XVI secolo.
Nei due secoli successivi lo scontro si fece sempre più aspro tra una Chiesa caratterizzata da un forte potere temporale ed i re e reggenti della Sicilia che, pervasi dal concetto della sovranità assoluta proprio dell'epoca, mal tollerarono le dichiarazioni papali che definivano la diocesi di Lipari come “immediatamente soggetta alla Santa Sede”.
Lo scoppio formale della controversia liparitana avviene nel 1711 quando il vescovo di Lipari scomunica due pubblici ufficiali per avere violato, a suo dire, l'immunità ecclesiastica. I due ufficiali si rivolgono all'autorità temporale e vengono assolti da questa, generando così una reazione a catena di condanne e scomuniche.
Tra alterne vicende la controversia prosegue sino al 13 maggio 1871 quando Vittorio Emanuele II rinuncia formalmente al privilegio dell'Apostolica Legazia in Sicilia.

### Il Chiostro
Il monastero di Lipari, dopo circa cinquanta anni dalla sua fondazione e ormai consolidatosi come uno dei maggiori della Sicilia, ebbe importanti rimaneggiamenti edilizi tra cui la costruzione di un chiostro a pianta quadrangolare e dotato di corsie aperte secondo le migliori tradizione dell'ordine a cui apparteneva.

## Dall'XI al XX secolo
Nel 1544 il corsaro ottomano Khayr al-Dīn Barbarossa saccheggiò l'isola, in quello che fu ricordato come il sacco di Lipari.
Tra il 1655 e il 1675, il governatore di Lipari, il castigliano Roque Hernandez, sposato con la siciliana Anna di Mattarrabias, figlia del governatore di Marsala, riuscì a riabilitare il castello di Lipari, simbolo dell'isola, mettendo anche tutti i suoi sforzi per migliorare le difese e il porto di Lipari.
Nell'aprile del 1772 il re organizza il corpo militare dei volontari di marina,detto dei Liparotti, da alcuni individui nativi dell'isola , che furono i primi ad arruolarsi.

## Lipari località di confino
Lipari fu località di confino per civili italiani e stranieri (soprattutto jugoslavi), durante il periodo fascista ed anche oltre. Si stima che la colonia, diretta dal dirigente del commissariato di pubblica sicurezza Giuseppe Geraci, abbia ospitato 383 confinati tra il 1926 e il 14 luglio 1943.
Nel 1926, l’antifascista repubblicano Gioacchino Dolci, fu condannato al confino per una pena di cinque anni e poi assegnato a Lipari. Il 1º dicembre 1926, il liberal democratico Francesco Fausto Nitti, fu condannato a cinque anni di confino e destinato a Lipari, dopo un breve periodo trascorso a Lampedusa.
Nel maggio del 1927 fu inviato al confino di Lipari anche il socialista democratico Carlo Rosselli, proveniente dalle carceri di Como e in attesa di giudizio per attività antifascista. Al processo, tenutosi a Savona nel 1927, Carlo Rosselli fu condannato a dieci mesi di reclusione e, avendone già scontati otto, presto sarebbe potuto essere libero, ma le nuove leggi speciali permisero alla polizia di comminargli altri tre anni di confino. Sull'isola, venne raggiunto dalla moglie e dal figlio. Il leader del Partito Sardo d'Azione Emilio Lussu fu condannato a cinque anni di confino, da scontarsi a Lipari, dal Tribunale Speciale per la difesa dello Stato, nell'ottobre del 1927.
Il 17 novembre 1928, il gruppo di antifascisti (Dolci, Nitti, Rosselli e Lussu) effettuò un primo tentativo di fuga, con esito negativo per le cattive condizioni del mare.
Successivamente, dopo aver scontato una parte della pena, Dolci poté lasciare anticipatamente il soggiorno coatto (4 dicembre 1928) ed espatriò in Francia, con documenti falsi. Giunto a Parigi, si incontrò con il fuoruscito repubblicano Alberto Tarchiani, con il quale organizzò un nuovo tentativo di fuga dei compagni di confino, mettendo a frutto la conoscenza che ormai aveva dei luoghi.
Nella notte del 27 luglio 1929, un motoscafo pilotato dal capitano genovese Italo Oxilia, con Dolci a bordo, attraccò al largo di Lipari e riuscì a imbarcare Carlo Rosselli, Francesco Fausto Nitti ed Emilio Lussu, che avevano raggiunto a nuoto la barca. L'impresa consentì ai fuggitivi di sbarcare in Tunisia, quindi a Marsiglia e, infine, di raggiungere Parigi, il 1º agosto 1929, dove fondarono il movimento "Giustizia e Libertà".
Nel dopoguerra (autunno 1945), anche Edda Mussolini, vedova di Galeazzo Ciano fu condannata a due anni di confino. Dopo un anno scontato a Lipari, beneficiò dell'amnistia promulgata da Palmiro Togliatti, in quel momento ministro della giustizia, e poté ricongiungersi ai figli. A Lipari ebbe una storia d'amore nata con Leonida Bongiorno, un militante comunista, già ufficiale degli alpini e partigiano.

### Altri confinati a Lipari
- Luigi Abbiati, radicale
- Gino Alfani, comunista
- Mario Angeloni, repubblicano
- Luigi Basso, socialista
- Giovanni Battista Canepa, socialista
- Riccardo Bauer, liberal democratico
- Paolo Fabbri, socialista
- Renato Fabrizi, comunista
- Enrico Ferrari, comunista

- Giovanni Ferro, comunista
- Giovanni Fusconi, comunista
- Arnaldo Guerrini, socialista
- Immirù Hailé Selassié, diplomatico etiope
- Ferdinando Innamorati, socialista
- Fortunato La Camera, comunista
- Enzo Misefari, comunista
- Alfredo Morea, repubblicano
- Antonio Negro, comunista
- Italo Nicoletto, comunista

- Ferruccio Parri, repubblicano
- Guido Pincheri, socialista
- Osvaldo Prosperi, comunista
- Luigi Repossi, comunista
- Pietro Ristori, comunista
- Otello Terzani, comunista
- Domizio Torrigiani, gran maestro del Grande Oriente d'Italia
- Claudio Treves, socialista
- Mario Alberto Zingaretti, comunista